# Neustadt an der Weinstraße

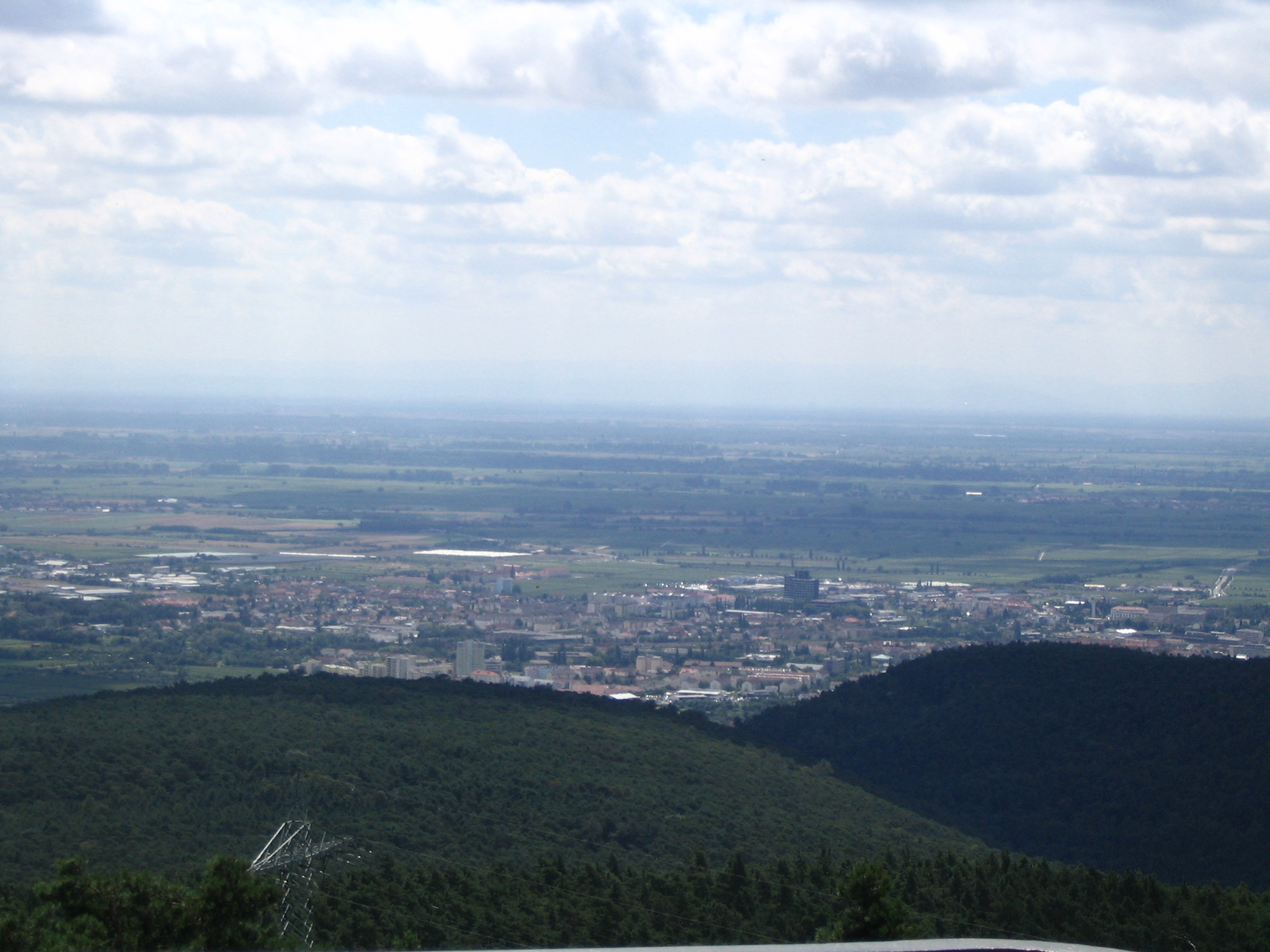
Neustadt von der Stabenbergwarte aus fotografiert

Neustadt an der Weinstraße (bis 1936 und von 1945 bis 1950 Neustadt an der Haardt, pfälzisch Neischdadt) ist eine kreisfreie Stadt in Rheinland-Pfalz und Teil der Metropolregion Rhein-Neckar. Sie gehört zu den zehn größten Städten des Bundeslandes. Die Stadt in der Pfalz an der Deutschen Weinstraße ist eines der Zentren des deutschen Weinbaus und veranstaltet jährlich das Deutsche Weinlesefest, bei dem in der Regel die Deutsche Weinkönigin gewählt wird. Bekannt ist Neustadt außerdem durch das im Stadtgebiet gelegene Hambacher Schloss, den Schauplatz des Hambacher Festes der deutschen Demokratiebewegung im Jahr 1832.
Da Neustadt ein häufiger Ortsname ist, werden in der Literatur diverse Abkürzungen für den aktuellen und den älteren Namenszusatz verwendet. Am häufigsten treten auf: „/Wstr.“, „a. d. W.“ bzw. „a. d. Wstr.“ und „a. d. H.“ bzw. „a. d. Hdt.“
Die Einwohner von Neustadt an der Weinstraße heißen Neustadter; dies wird im örtlichen Dialekt „Naischdadter“ ausgesprochen.

## Geographie

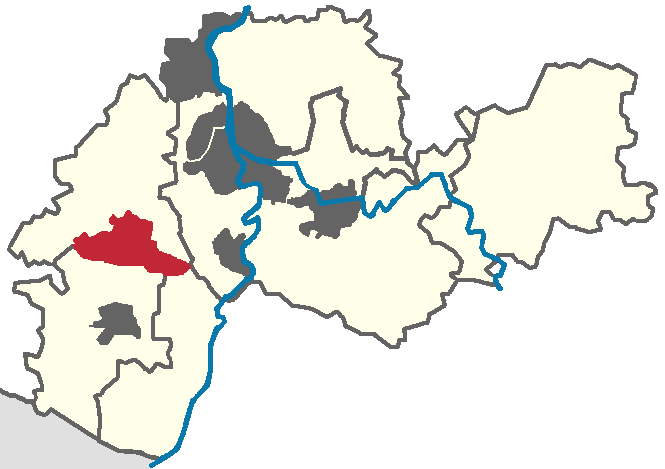
Lage von Neustadt in der Metropolregion Rhein-Neckar

### Lage
Die Kernstadt liegt auf 136 m ü. NHN im Westen der Metropolregion Rhein-Neckar zwischen der Haardt, dem östlichen Rand des Pfälzerwalds, und dem Westrand der Oberrheinischen Tiefebene inmitten des um zehn Kilometer breiten und 85 Kilometer langen größten pfälzischen Weinbaugebiets. Der Westen der Gemarkung ragt deutlich in den mittleren Pfälzerwald hinein. Dort befinden sich mehrere Täler wie das Finstertal, das Heidenbrunnertal, das Hellertal, das Kaltenbrunner Tal. Der Südosten des Stadtgebiets liegt mitten im Gäu.
Die West-Ost-Ausdehnung des Stadtgebiets mitsamt den eingemeindeten Ortsteilen beträgt 22,5 Kilometer, die Nord-Süd-Ausdehnung 9,5 Kilometer. Der höchste Punkt liegt im Südwesten bei 614 m am Hohe-Loog-Haus in der Haardt und der tiefste bei 108 m im südöstlichen Ortsteil Geinsheim.
Nachbarkommunen sind im Uhrzeigersinn und beginnend im Norden Ruppertsberg, Meckenheim, Haßloch, Hanhofen, Harthausen, Gommersheim, Böbingen, Altdorf, Venningen, Kirrweiler, Maikammer, Kirrweiler (Exklave), Esthal, Lambrecht, Lindenberg und Deidesheim.

### Stadtgliederung

#### Kernstadt und Stadtviertel
Mit der Kernstadt sind im Laufe der Zeit einige umliegende Siedlungen, Weiler und Gehöfte so zusammengewachsen, dass ihre einstigen Grenzen zur Stadt verwischt sind, so Branchweiler im Südosten, die Hambacher Höhe im Südwesten sowie das Afrikaviertel (so genannt wegen der Straßen, die nach Afrikaforschern benannt sind) und das Schöntal im Westen. Sie gelten heute als Stadtviertel ohne besondere Privilegien, zählen also rechtlich nicht als eingemeindete Stadtteile.
Das bekannteste Stadtviertel ist Winzingen. Winzingen wurde 774 erstmals erwähnt und ist damit viel älter als die im frühen 13. Jahrhundert gegründete „Neue Stadt“. Es war ein Winzerdorf, das am Speyerbach unterhalb, also östlich der Neugründung lag. Im Jahre 1892 wurde es in das damalige Neustadt an der Haardt eingemeindet. Mittlerweile ist die Stadt weiter nach Osten über Winzingen hinaus gewachsen.
Inklusive aller eingemeindeten Stadtteile dehnt sich die Fläche Neustadts über 11.713,5 Hektar aus. Davon sind 5020 Hektar Waldfläche, 2216 Hektar Weinbaufläche, 2300 Hektar anderweitig landwirtschaftlich genutzte Fläche, 1607 Hektar bebaute Fläche und 50 Hektar Industrie- und Gewerbefläche.

#### Stadtteile
1969 wurden die bis dahin eigenständigen Gemeinden Diedesfeld, Geinsheim, Gimmeldingen, Haardt, Hambach, Königsbach, Lachen-Speyerdorf und Mußbach sowie 1974 Duttweiler nach Neustadt eingemeindet, die zwischen einem und zehn Kilometer von der Kernstadt entfernt liegen. Sie sind Stadtteile, werden rechtlich Ortsbezirke genannt und besitzen einen Ortsvorsteher und einen Ortsbeirat.
Einwohnerverteilung innerhalb der Stadt Neustadt an der Weinstraße
| Kernstadt         | 30.370 |
| Diedesfeld        | 2.231  |
| Duttweiler        | 970    |
| Geinsheim         | 1.887  |
| Gimmeldingen      | 2.069  |
| Haardt            | 2.550  |
| Hambach           | 4.719  |
| Königsbach        | 1.064  |
| Lachen-Speyerdorf | 5.295  |
| Mußbach           | 3.716  |
| Summe             | 54.898 |

Karten

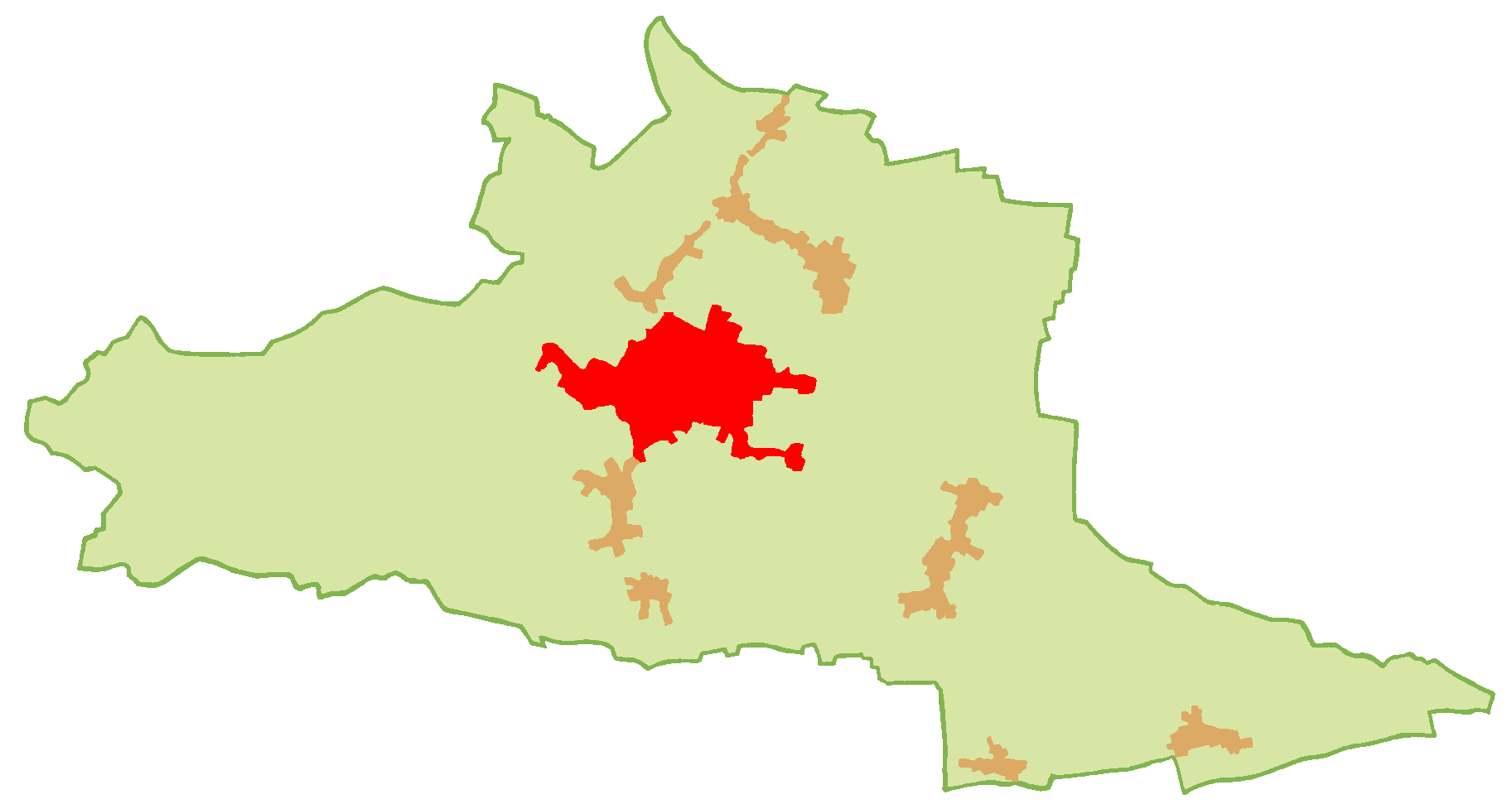
Neustadt (Kernstadt)
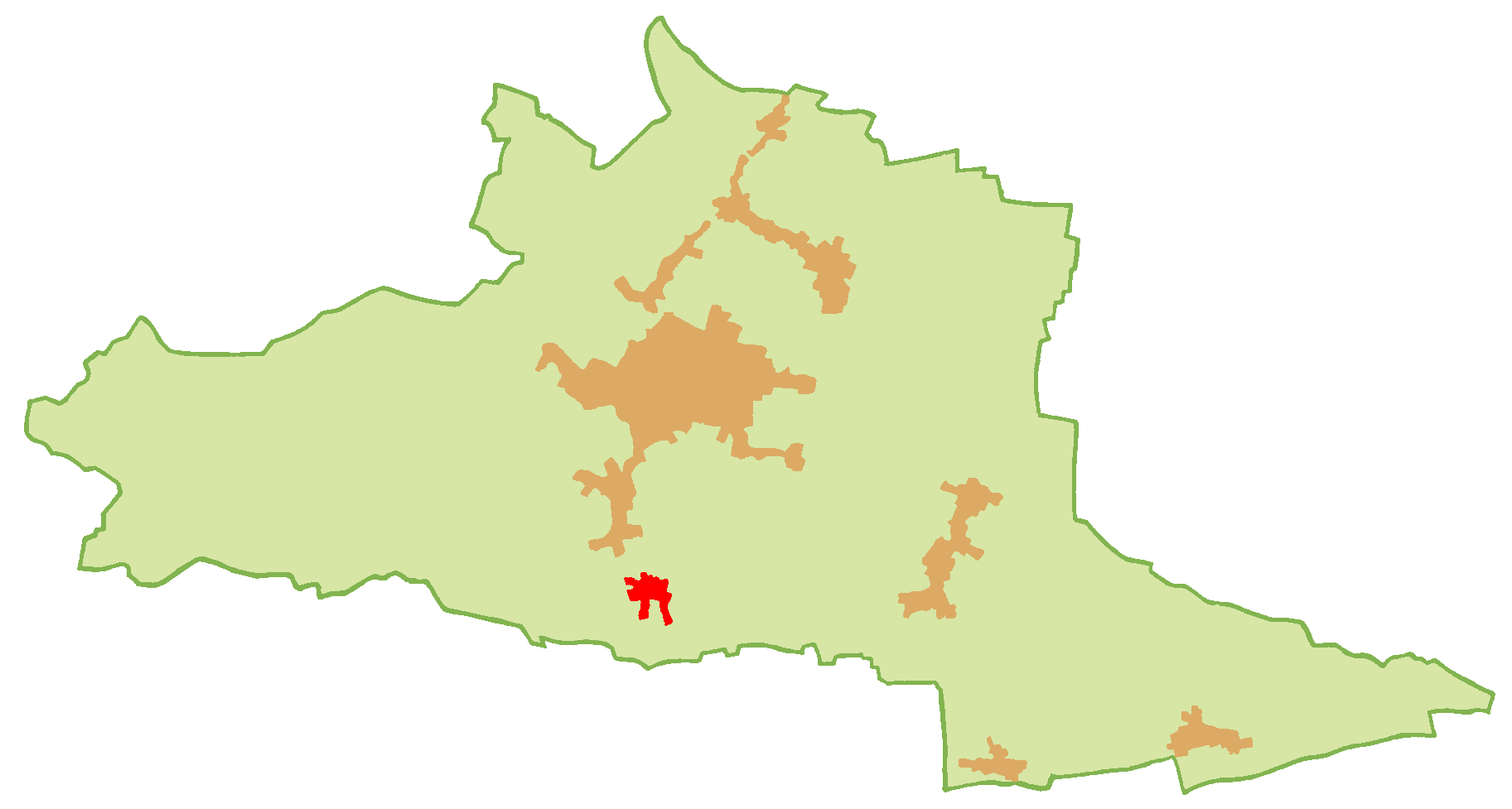
Diedesfeld
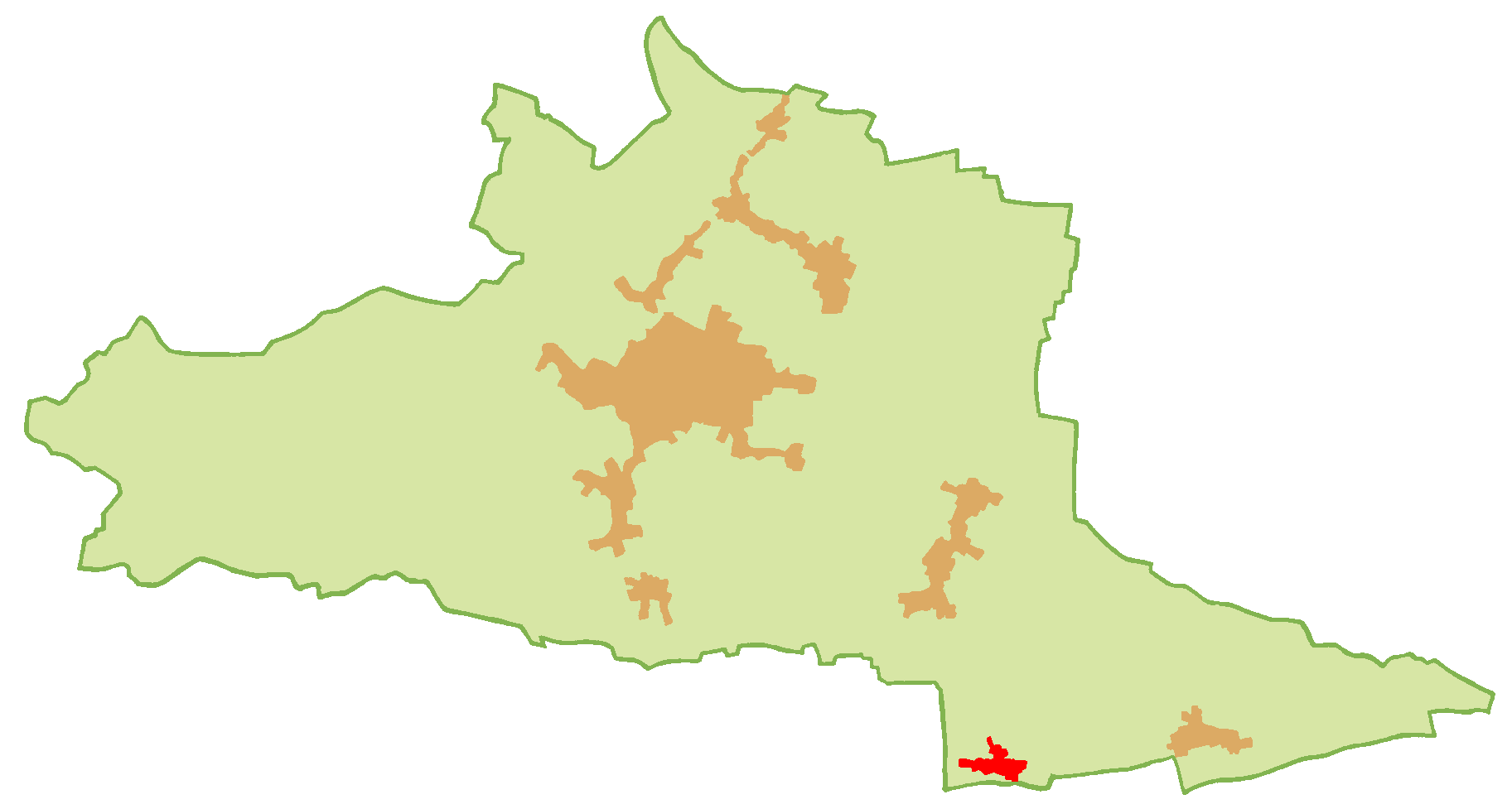
Duttweiler
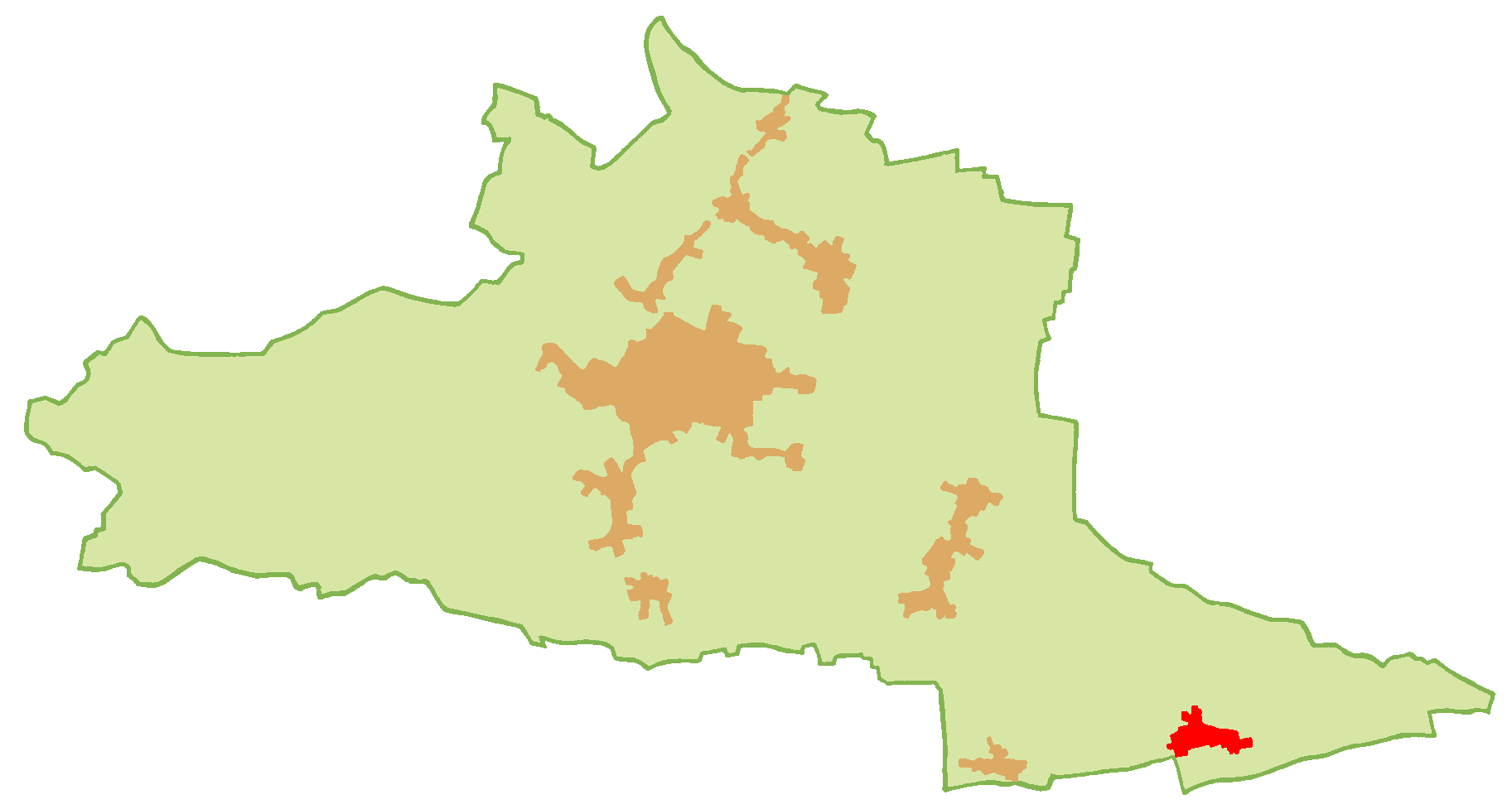
Geinsheim
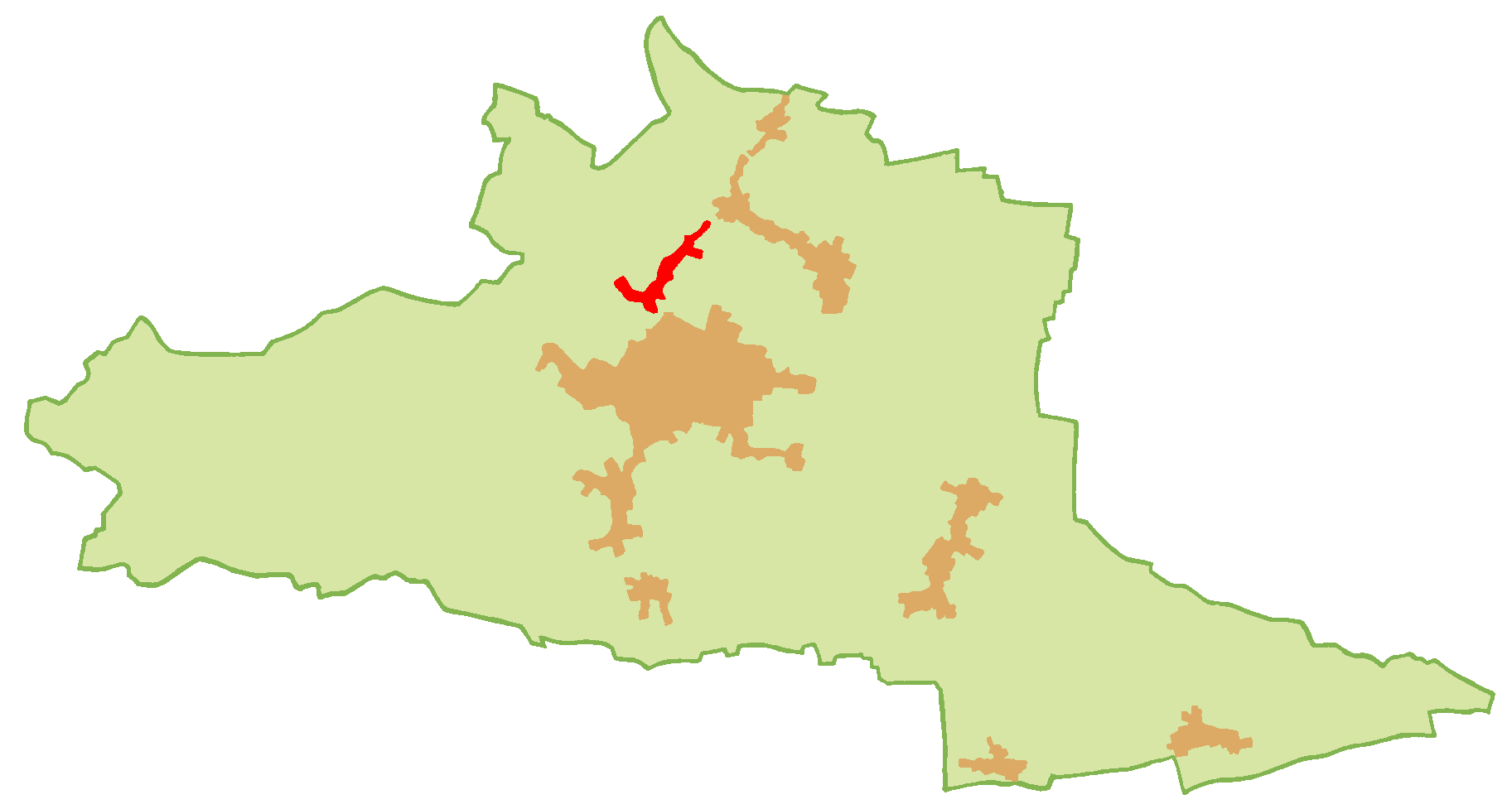
Haardt
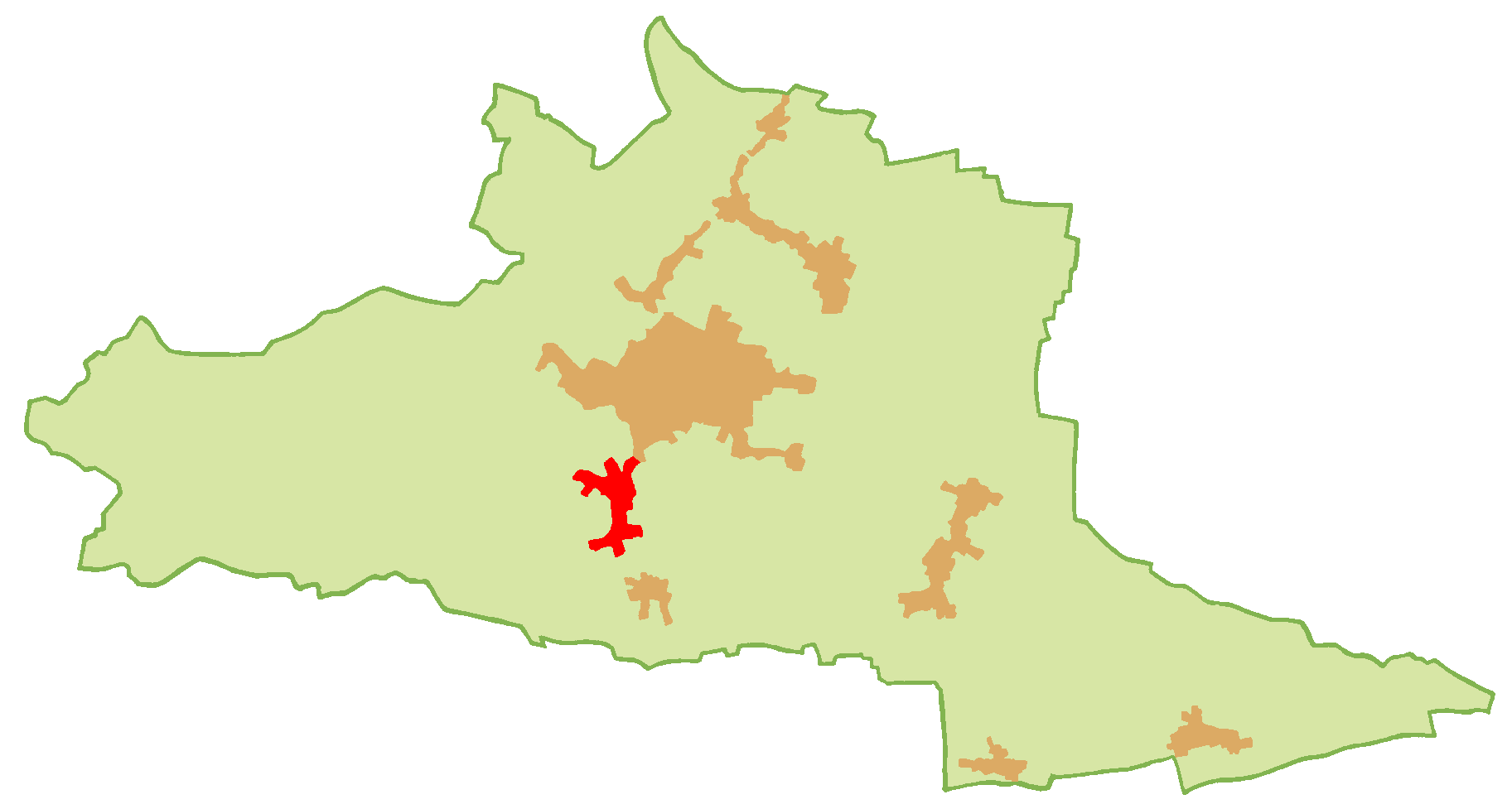
Hambach
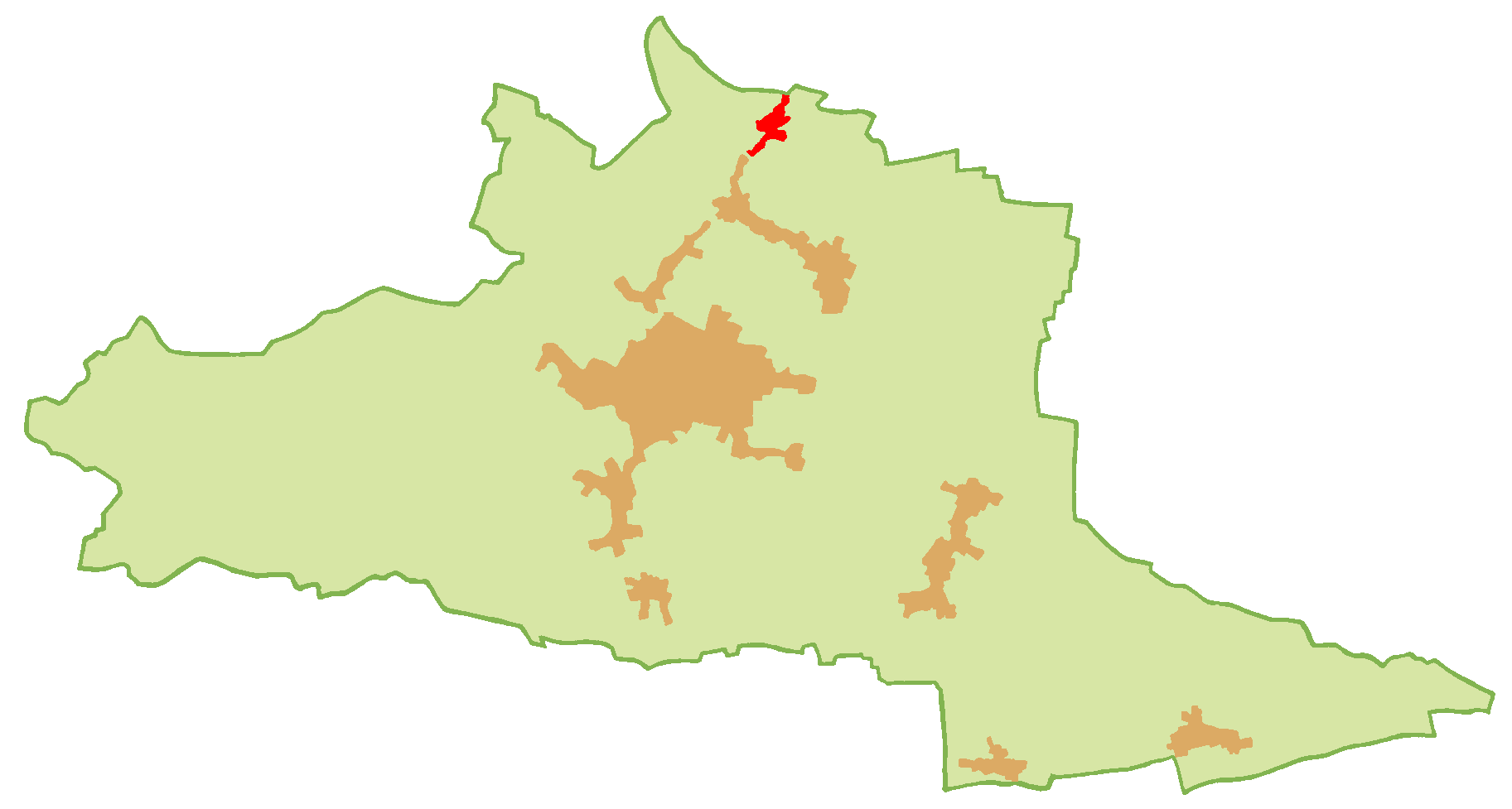
Königsbach
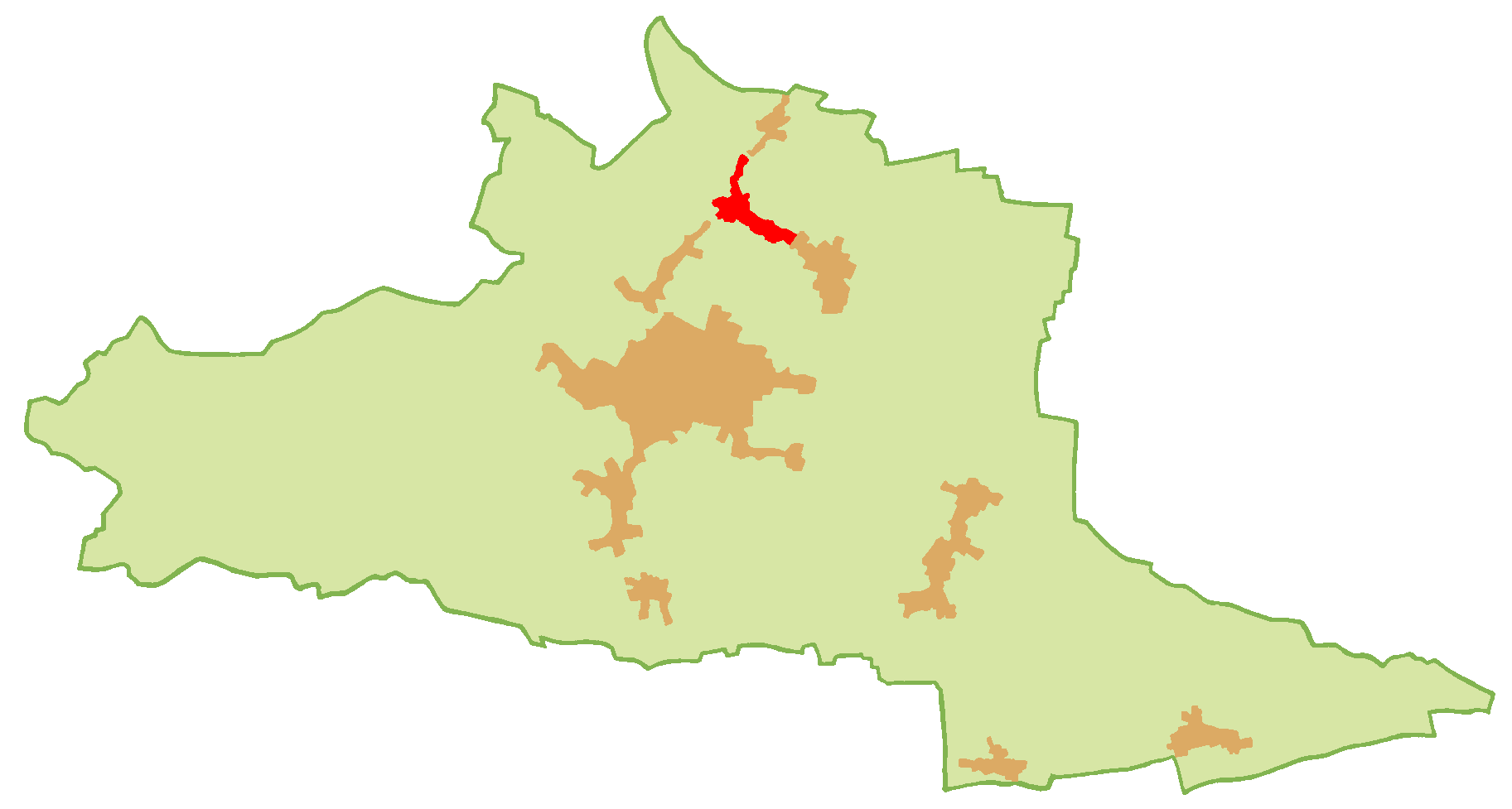
Gimmeldingen
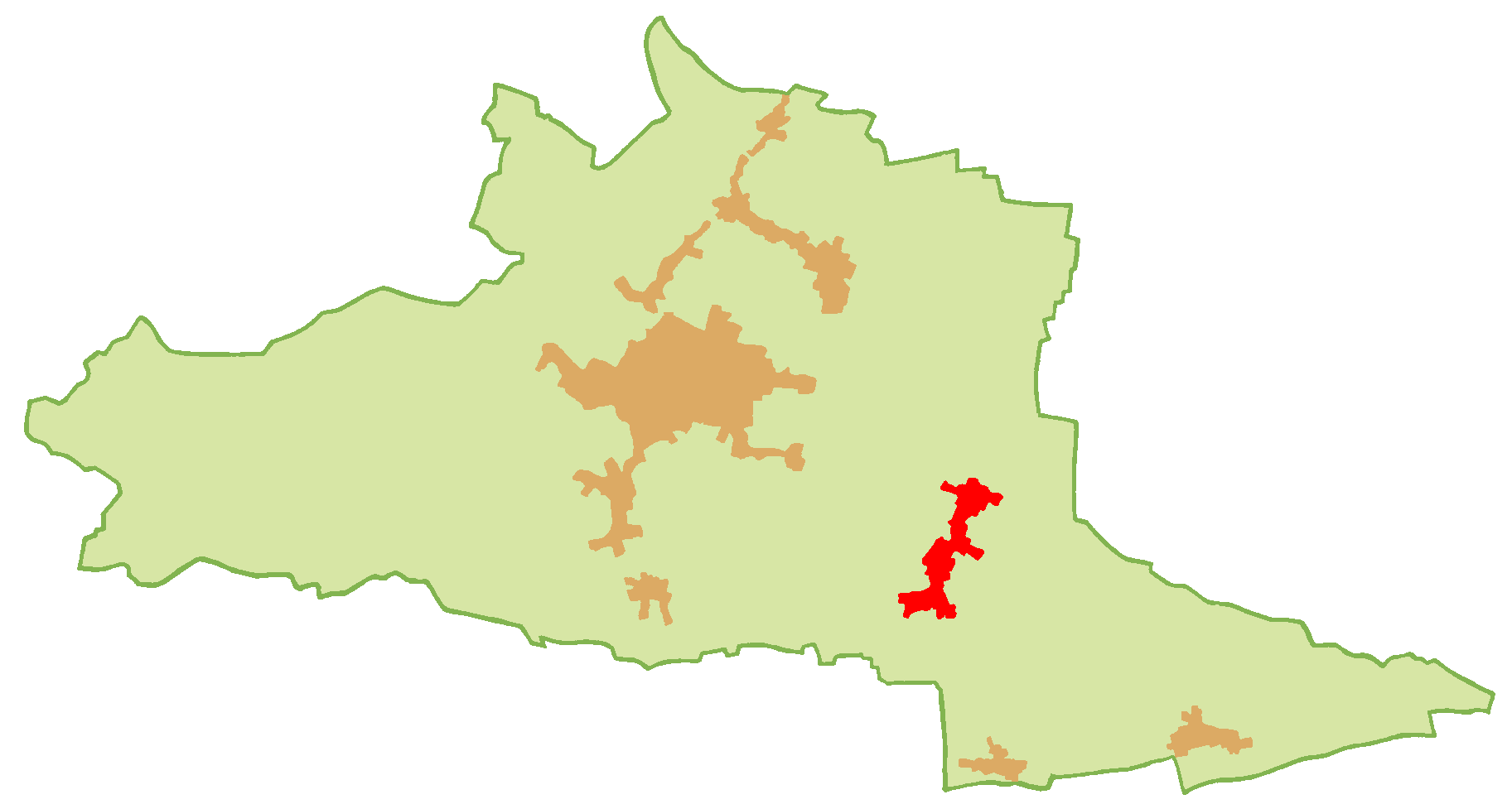
Lachen-Speyerdorf
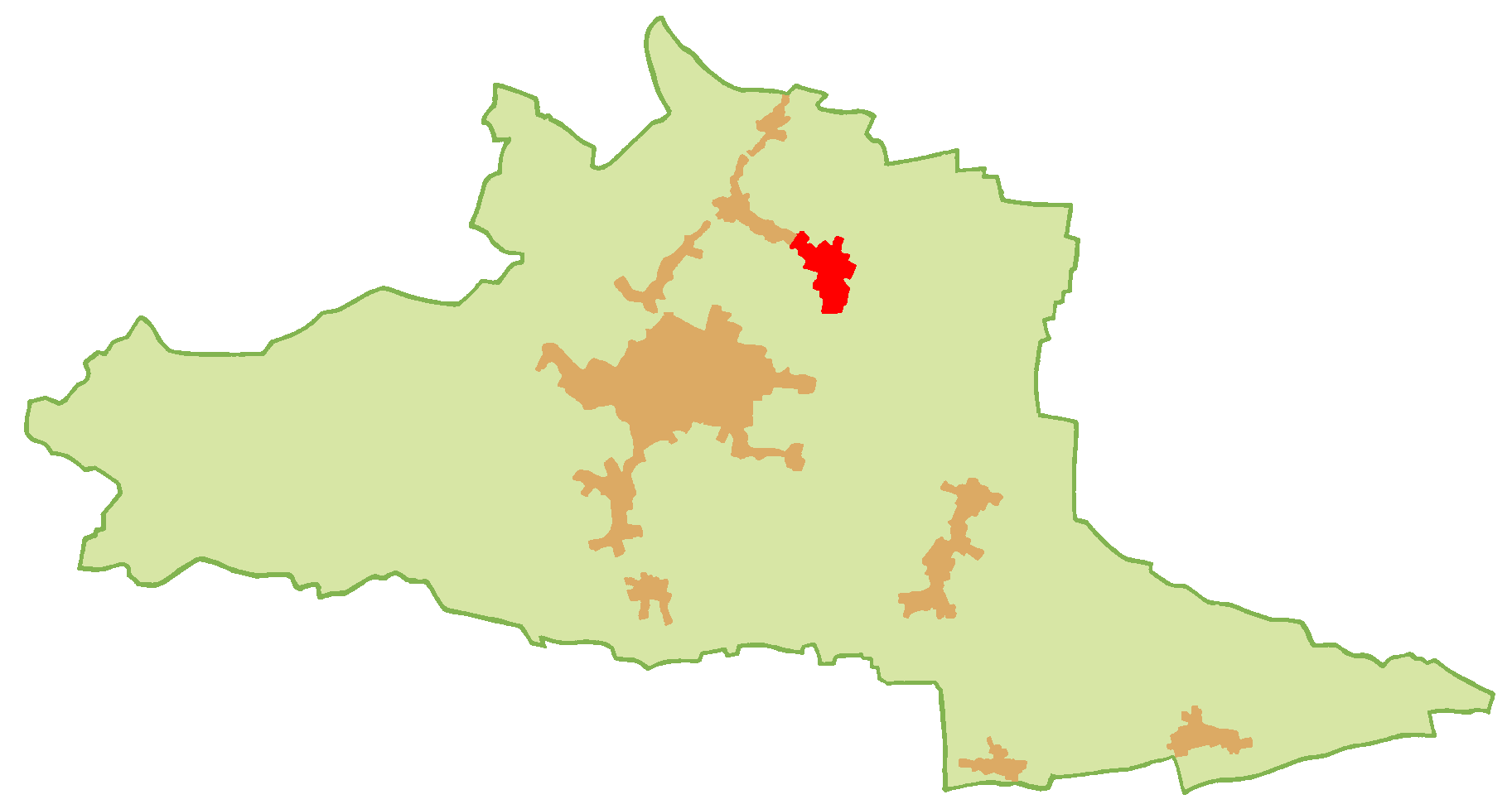
Mußbach

Bilder

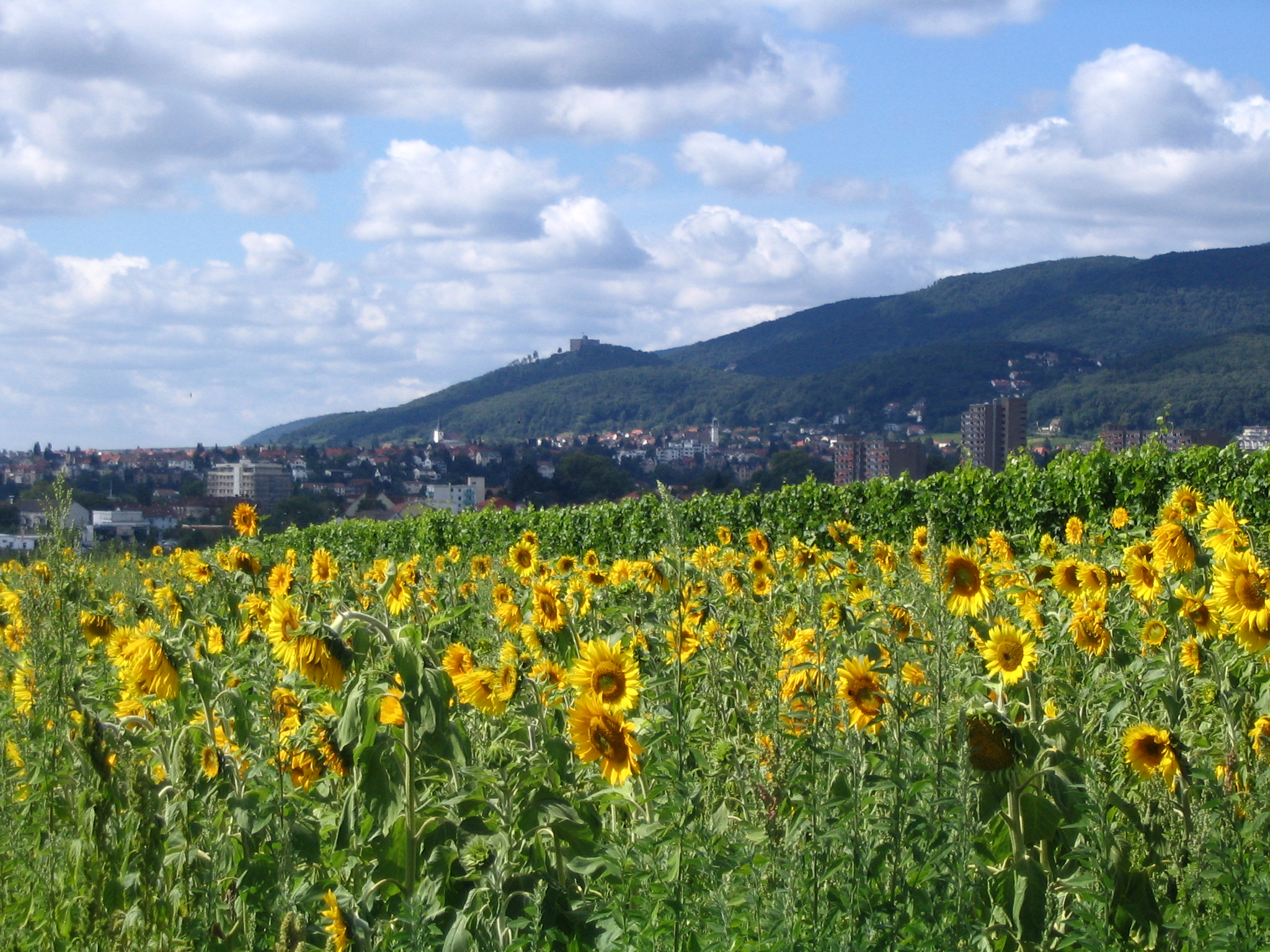
Blick auf Neustadt und das Hambacher Schloss
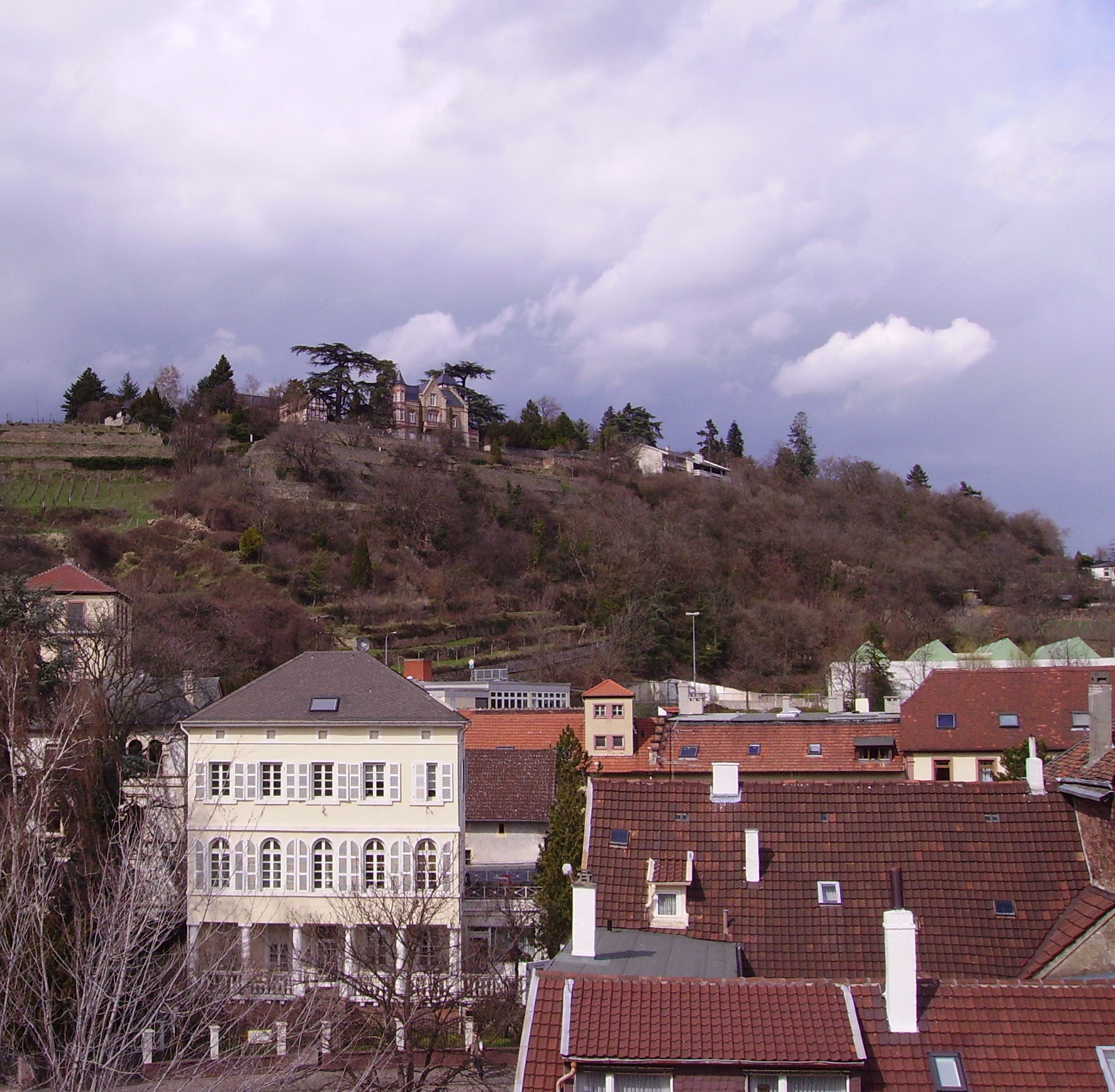
Bebauung am Hang der Haardt
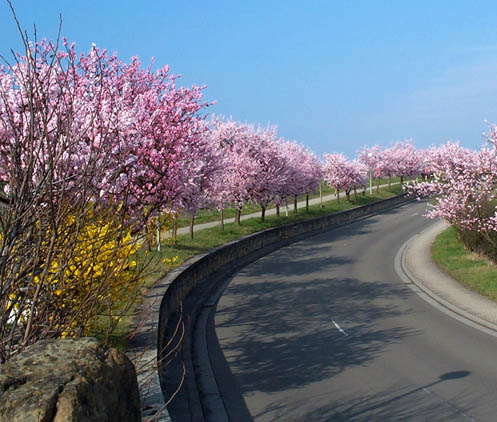
Mandelblüte in Gimmeldingen
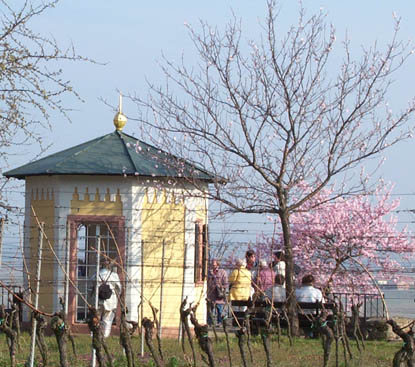
König-Ludwig-Pavillon auf dem Gimmeldinger Neuberg
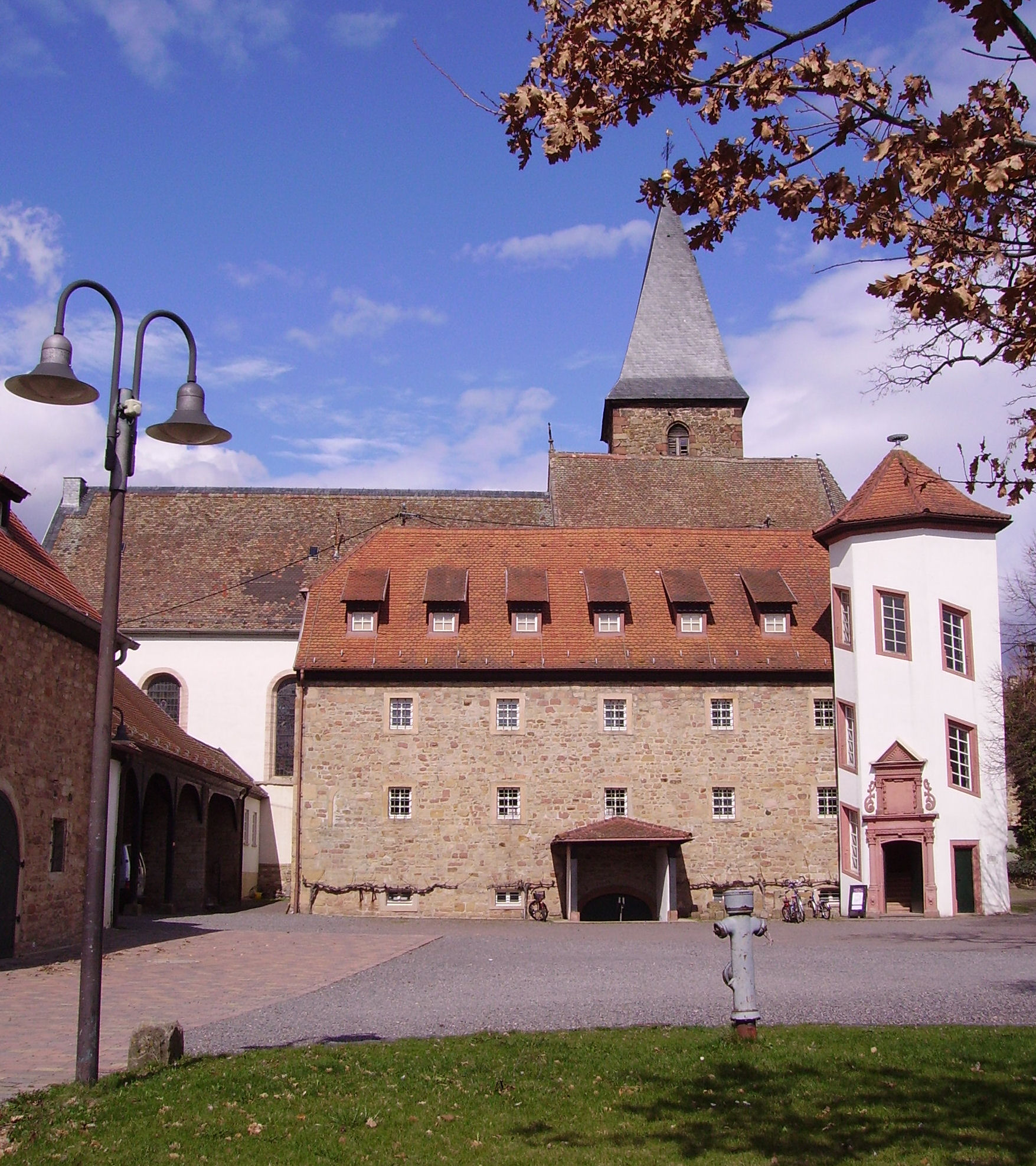
Mußbach: Teil des Herrenhofes, dahinter die Alte Johanneskirche
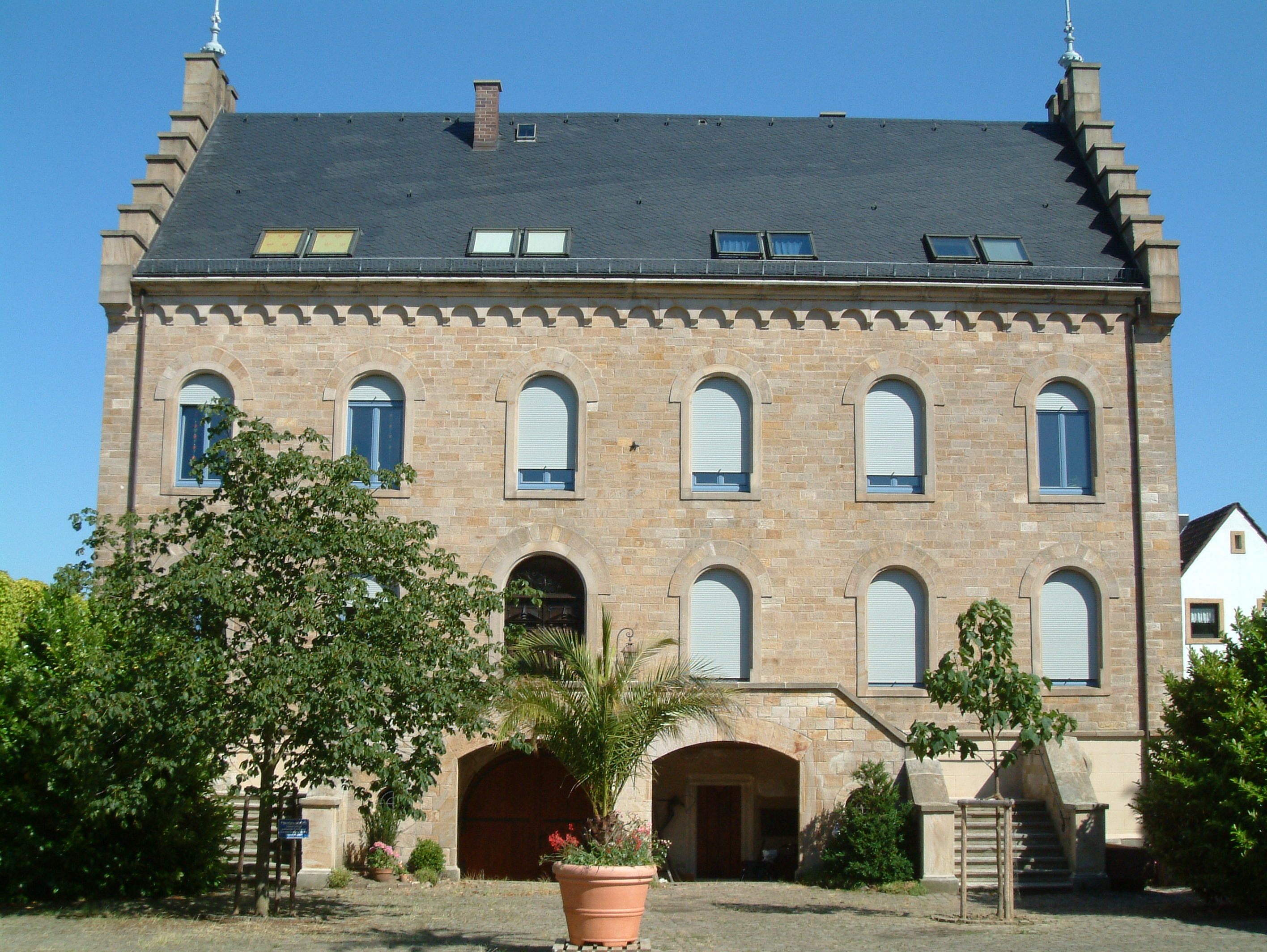
Weißes Haus in Mußbach
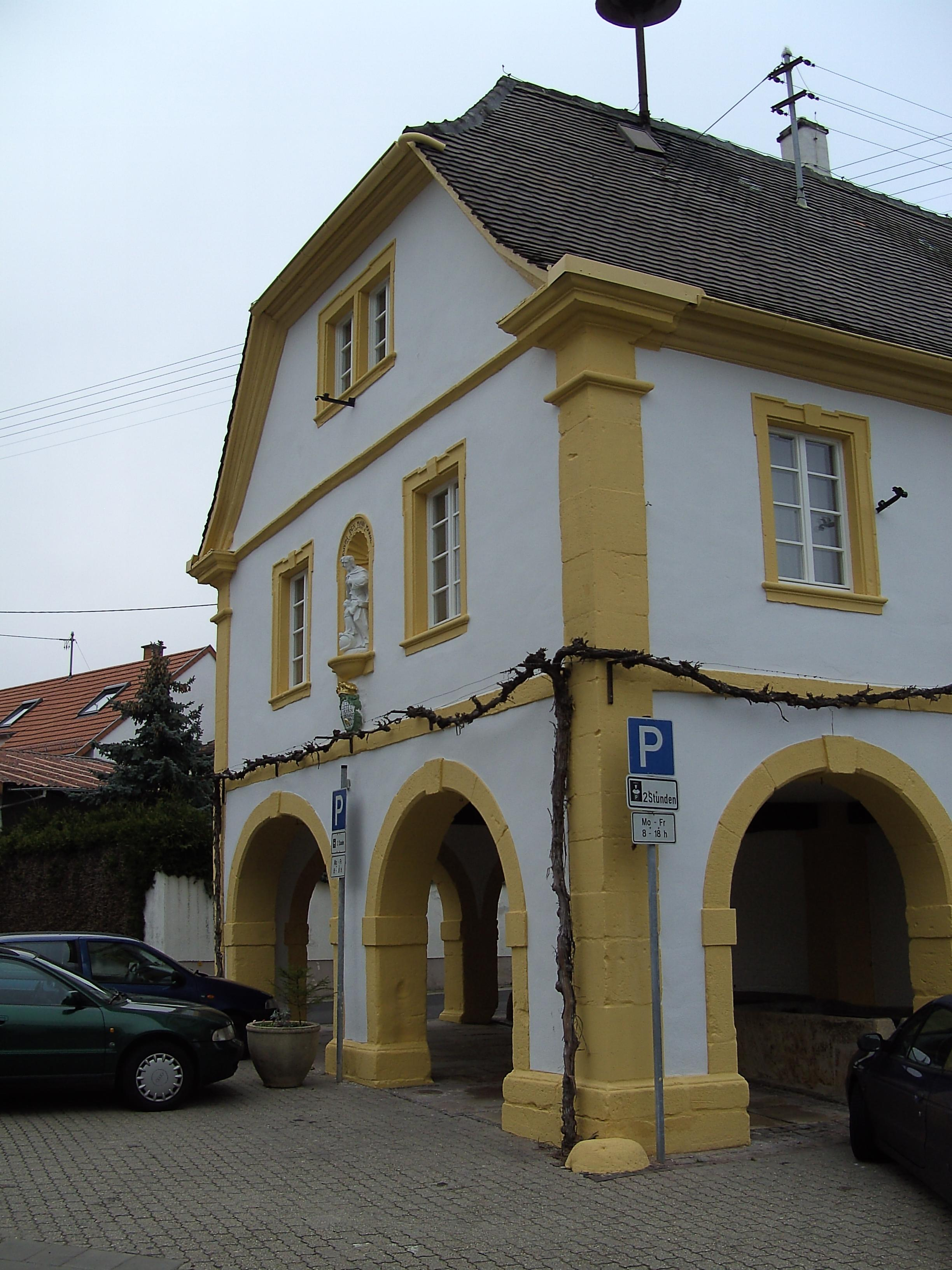
Diedesfelder Rathaus von 1601

### Erhebungen

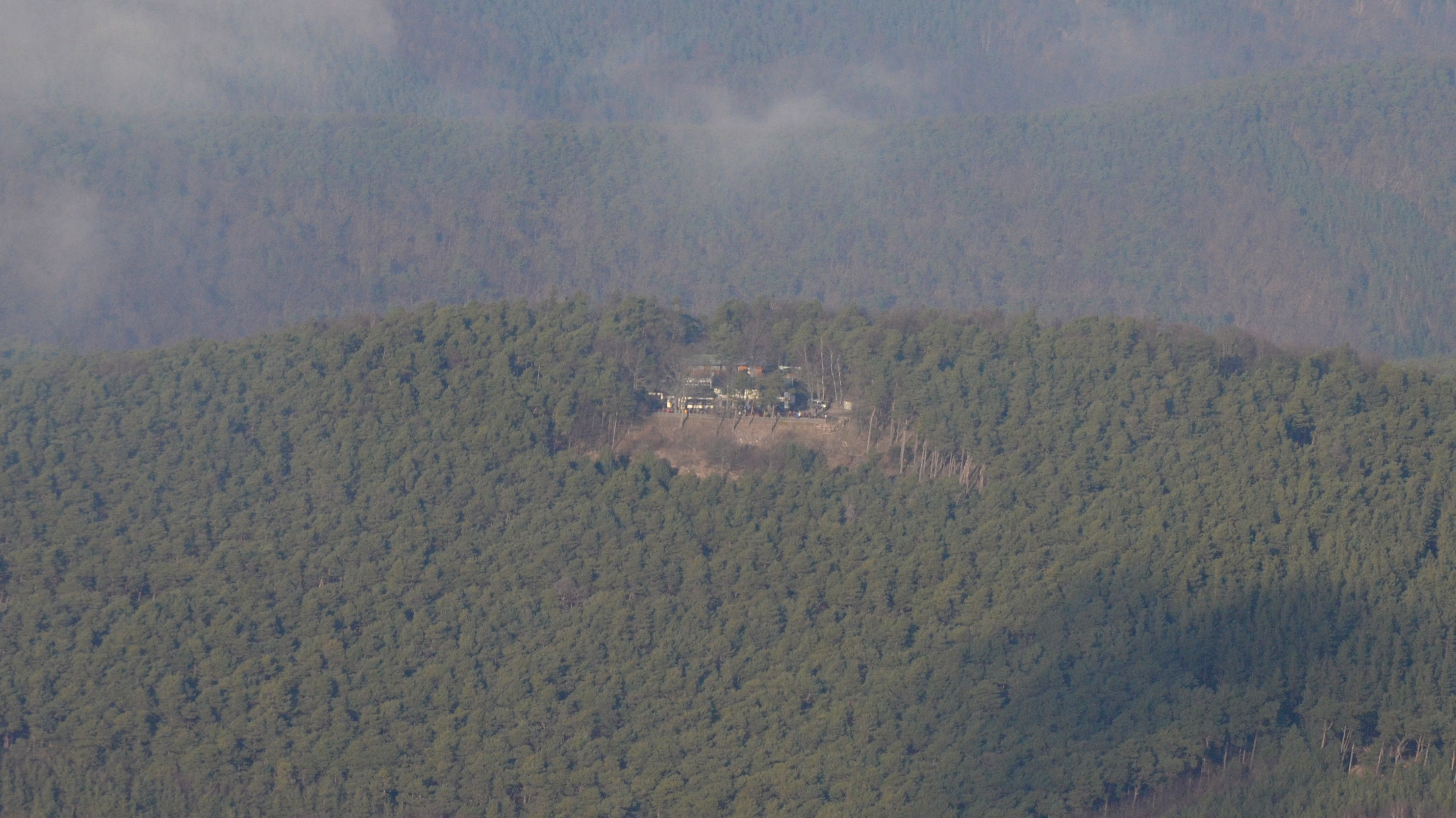
Hohe Loog, höchste Erhebung auf der Gemarkung von Neustadt an der Weinstraße

Auf der Stadtgemarkung befinden sich im Westen zahlreiche Berge des Pfälzerwalds. Höchste Erhebung ist die 618,7 m ü. NHN messende Hohe Loog im Südwesten, deren Südsüdostsporn die 540,8 m ü. NHN  hohe Sommerseite darstellt. Im unmittelbaren Einzugsgebiet befinden sich weitere Gipfel wie der Taubenkopf (603,8 m ü. NHN), der Zwergberg (589,3 m ü. NHN), der Rittersberg (531,8 m ü. NHN), der Sternberg (511,3 m ü. NHN), der Sommerberg (501,9 m ü. NHN) und ganz im Osten der Nollenkopf (490,3 m ü. NHN), der Nollensattel (320,4 m ü. NHN), der Kastanienberg, der Häuselberg (319,8 m ü. NHN), der Heidelberg (313,4 m ü. NHN) sowie der Schlossberg von Hambach (279,2 m ü. NHN).
Im Nordwesten erstreckt sich das 554 m ü. NHN  hohe Massiv des Weinbiets mit seinem 319 m ü. NHN  hohen Ostläufer Nebelberg, seinem Südläufer Wolfsberg (490,7 m ü. NHN) und seinem Westläufer Schwalbeneck (428,2 m ü. NHN); sein Südostläufer ist der 230 m ü. NHN  hohe Haardter Schlossberg. Weiter nordwestlich befindet sich der Hintere Langenberg. Nordwestlich des Stadtteils Königsbach erhebt sich der 496 m ü. NHN  hohe Stabenberg. Zur Vorhügelzone östlich des Pfälzerwalds gehört beim Stadtteil Gimmeldingen der 194 m ü. NHN  hohe Kieselberg.
Im äußersten Westen der Gemarkung erheben sich die 582,3 m ü. NHN  hohe Oberscheid, die Platte (560,8 m ü. NHN), der Kaisergarten an der Gemarkungsgrenze zu Lambrecht (519 m ü. NHN), der Kropfsberg (517,1 m ü. NHN), der Studerbildkopf (478,9 m ü. NHN), der Hohe Kopf (464,7 m ü. NHN) und der Schloßberg der Burg Spangenberg (343,2 m ü. NHN). Näher an der Kernstadt liegt der 423,7 m ü. NHN  hohe Königsberg.

### Gewässer

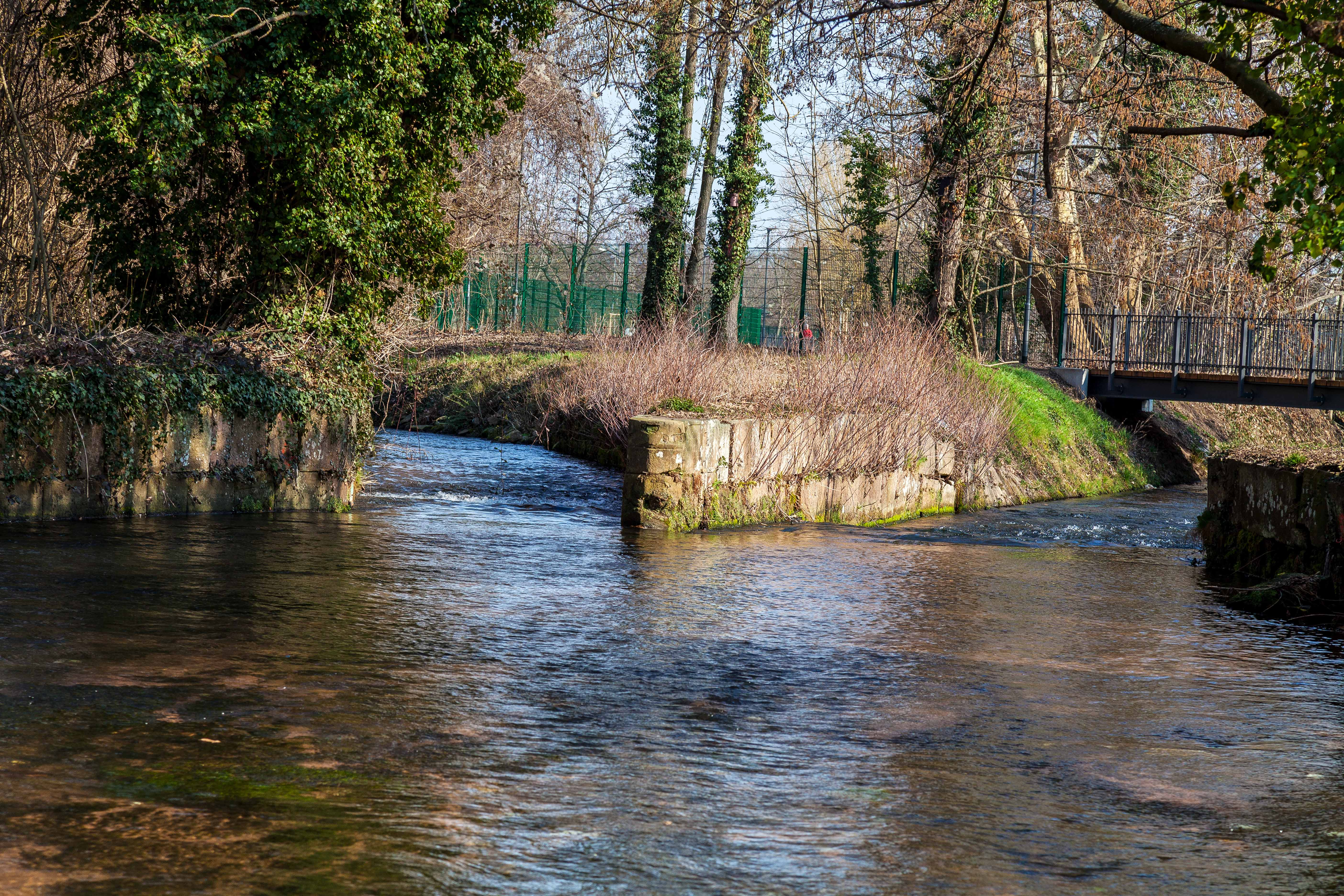
Winzinger Wassergescheid

Zentrales Fließgewässer innerhalb der Gemarkung ist der in West-Ost-Richtung durch die Kernstadt verlaufende Speyerbach; innerhalb letzterer befindet sich sein linker Seitenarm Floßbach. Kurz nach dessen Rückmündung in den Speyerbach trennt sich von diesem im Nordosten der Stadt am Winzinger Wassergescheid nach links der Rehbach, um nach seinem Lauf durch die Rheinebene einige Kilometer weiter nördlich als der Speyerbach in den Rhein zu münden. Auf gesamter Länge auf Stadtgemarkung befindet sich der Kaltenbrunnertalbach, der am westlichen Stadtrand in den Speyerbach mündet. Ganz im Westen verläuft für rund zwei Kilometer der Argenbach durch das Stadtgebiet und bildet danach bis zu seiner Mündung die Grenze zu einer Exklave von Kirrweiler.
Der wasserreichste und mit knapp 12 km längste Zufluss des Rehbachs, der von links mündende Mußbach, hat dem nordöstlichen Ortsteil den Namen gegeben. Seine Zuflüsse werden innerhalb der Stadtgrenzen vom Loosenbrunnen, der Loogquelle und der Neumühlquelle gespeist. Der Riedgraben in Königsbach ändert unterhalb der Wohnbebauung seinen Namen in Schleit- und später in Lachgraben. Dieser mündet in Dannstadt von links in den Isenachzufluss Floßbach. Der Sulzwiesengraben im Ortsteil Haardt ist ein linker Zufluss der Speyerbach-Ableitung Floßbach. Die Bäche in den südlichen Ortsteilen Hambach und Diedesfeld sind kurz und münden letztlich von rechts in den Speyerbach. Von diesem durchflossen wird Lachen-Speyerdorf, während die Ortsteile Duttweiler und Geinsheim an dessen rechtem Zufluss Kropsbach liegen, der 22 km lang ist. Unmittelbar östlich von Geinsheim nimmt dieser von links den Hartgraben entgegen.
Gut einen Kilometer östlich der Wohnbebauung von Mußbach erstreckt sich der flache Mußbacher Baggerweiher. Er ist um die Mitte des 20. Jahrhunderts infolge der Ausbaggerung von Sand entstanden und bezieht seine Füllung aus dem Grundwasser. Seine Länge in West-Ost-Richtung beträgt 500 m, von Nord nach Süd ist er bis 150 m breit.

### Klima

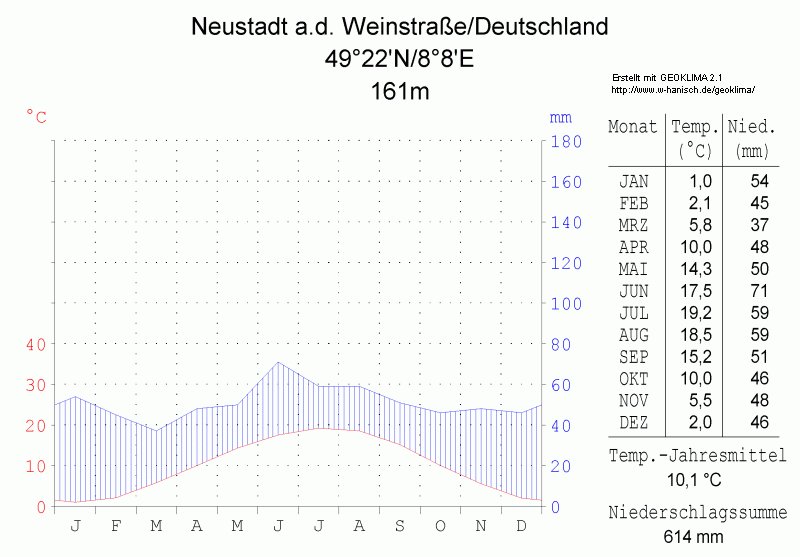
Klimadiagramm von Neustadt an der Weinstraße

In Neustadt herrscht ein ausgeglichenes Klima, das demjenigen in der gesamten Vorderpfalz entspricht: Warme Sommer (um 20 °C; untere Kurve des Klimadiagramms), in denen die hauptsächlichen Niederschlagsmengen fallen, die indessen auf das Jahr bezogen mit um 500 mm (obere Kurve) ziemlich gering sind, korrelieren mit milden, noch trockeneren Wintern. Die Niederschläge liegen im unteren Viertel der in Deutschland erfassten Werte, an nur 12 Prozent der Messstationen des Deutschen Wetterdienstes werden niedrigere Werte registriert. Der trockenste Monat ist der März; die meisten Niederschläge fallen im Juni, nämlich 1,7-mal mehr als im März. Sie variieren allerdings nur gering und sind sehr gleichmäßig übers Jahr verteilt, an nur drei Prozent der Messstationen werden niedrigere jahreszeitliche Niederschlags-Schwankungen registriert.
Das Klimadiagramm stammt von einer Wetterstation in 161 m Höhe im Ortsteil Haardt oberhalb der Kernstadt, die 25 m tiefer liegt. Deshalb weichen die Werte der Wetterstation temperaturmäßig etwas nach unten und hinsichtlich der Niederschläge nach oben ab. Das Diagramm kommt bei einer jährlichen Durchschnittstemperatur von 10,1 °C auf 18,4 °C in den Sommermonaten und auf 1,7 °C während des Winters. Der Jahresniederschlag wurde mit 614 mm gemessen.

## Geschichte

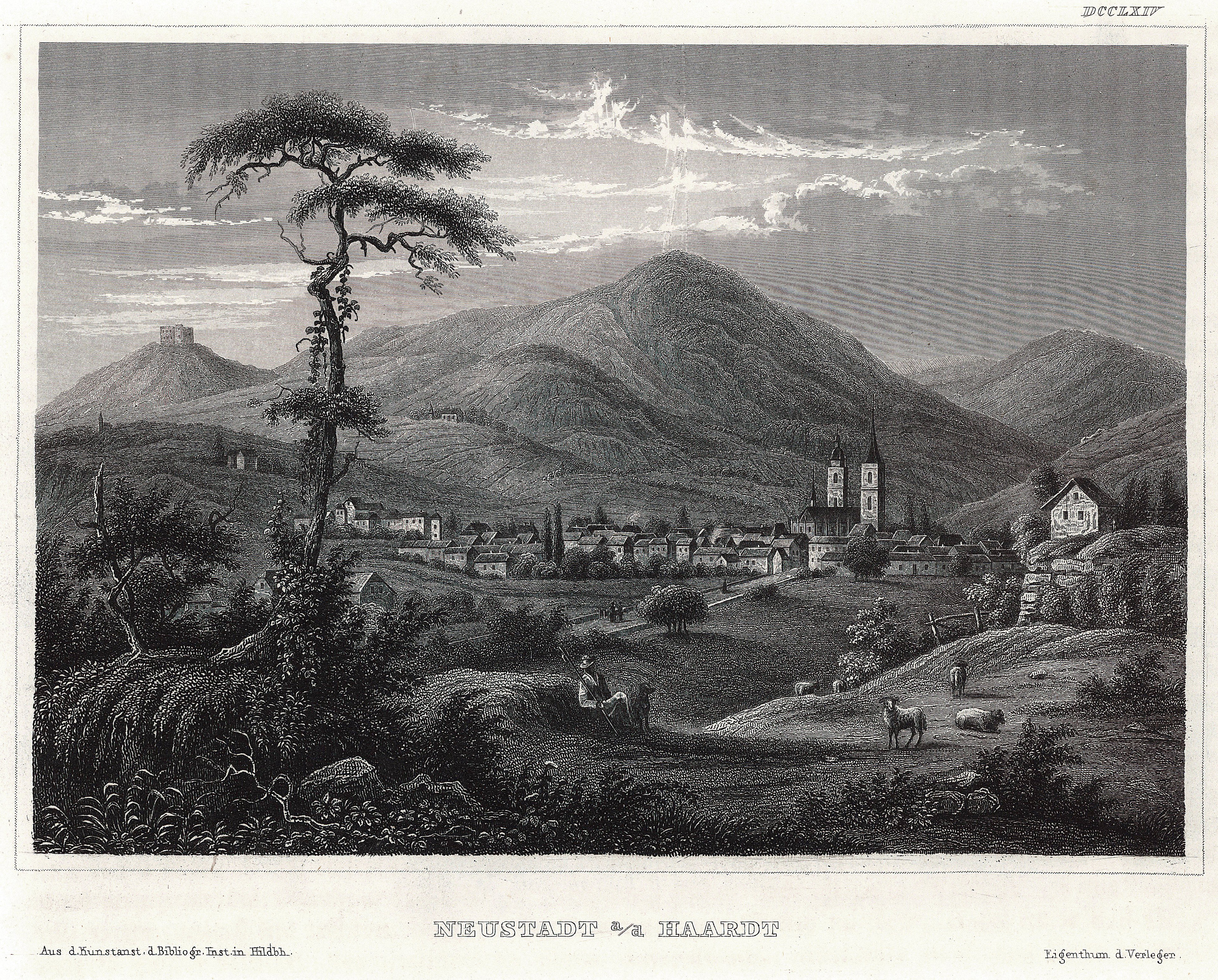
Blick auf Neustadt an der Haardt 1856

### Zeittafel
| Zeitraum               | Ereignis |
| ---------------------- | --- |
| 774                    | Erste urkundliche Erwähnung der Dörfer Winzingen, Lachen und Speyerdorf                                            |
| 10. Jahrhundert        | Bau der Burg Winzingen                                                                                             |
| um 1200                | Bau der Wolfsburg durch Pfalzgraf Ludwig I.                                                                        |
| frühes 13. Jahrhundert | Gründung der „Neuen Stadt“ durch die Pfalzgrafen Ludwig I. und seinen Sohn Otto II. unterhalb ihrer Burg Winzingen |
| 1254                   | Mitglied des Großen Rheinischen Städtebunds                                                                        |
| 1275                   | Verleihung der Stadtrechte                                                                                         |
| bis 1797               | Zugehörigkeit zum Kurfürstentum Pfalz, Sitz des Oberamtes Neustadt an der Haardt                                   |
| 1798–1814              | Neustadt französisch und Teil des Département du Mont-Tonnerre                                                     |
| 1816–1945              | Neustadt bayerisch und ist dem „Rheinkreis“, ab 1837 als „Pfalz“ bezeichnet, unterstellt                           |
| 1832                   | Hambacher Fest: Demonstration von 30.000 Menschen auf dem Hambacher Schloss für Demokratie und staatliche Einheit  |
| 1847                   | Eröffnung der Bahnstrecke Ludwigshafen am Rhein–Neustadt                                                           |
| 1850er Jahre           | Bau der Zwockelsbrücke über die Bahnstrecke                                                                        |
| 1892                   | Eingemeindung des Dorfes Winzingen am 1. Januar                                                                    |
| 1969/1974              | Eingemeindung von neun umliegenden Winzergemeinden                                                                 |

### Frühe Geschichte
Die ältesten Siedlungsspuren und Funde weisen darauf hin, dass bereits die Kelten auf dem Gebiet der heutigen Stadt lebten. Es sind keltische Ringwälle, Tongefäße, Münzen und Waffen erhalten, die auf die Zeit um 150 vor Christus datiert werden. Vermutlich um das Jahr 20 n. Chr. nahmen die Römer die Gegend in Besitz. Um 400 erfolgte die Landnahme durch die Alemannen, gegen 500 wurden diese wiederum durch die gleichfalls germanischen Franken abgelöst.
Über die Jahrhunderte nach dem Ende der Römerherrschaft gibt es keine genauen Erkenntnisse. So viel ist jedoch gewiss, dass es vor der eigentlichen „Neustadt“ schon Dörfer gab: Winzingen, heute Stadtviertel, wurde schon 774 urkundlich erwähnt. Auch die Ortsteile Mußbach, Lachen-Speyerdorf, Geinsheim, Duttweiler und Hambach sind erheblich älter als die heutige Kernstadt. Generell kann man sagen, dass die Geschichte Neustadts eng an die Geschichte der Pfalz gebunden ist.

### Erwerb der Stadtrechte im Mittelalter
Schon wenige Jahrzehnte nach der Ortsgründung im frühen 13. Jahrhundert erhielt Neustadt am 6. April 1275 Stadtrechte nach dem Vorbild Speyers:

„Wir, Rudolf, von Gottes Gnaden Römischer König, zu allen Zeiten Mehrer des Reiches, entbieten all des Römischen Reiches Getreuen, die diesen Brief ansehen, Unsere Huld und alles Gute.
Dieweil Wir Uns als zu diesem Behufe vom höchsten Richter zum König der Könige berufen und auf den Gipfel der Königlichen Würde gestellt betrachten, daß Wir alles, was nur immer dem Nutzen des gemeinen Wohls und dem aller des Reichs Getreuen dient, wo es auch immer sei, freigebig fördern und mit Eifer und Wirksamkeit vollführen sollen, so haben Wir in Anbetracht dessen Uns allerhöchst bewogen gefunden, die Bitten Unserer lieben Getreuen, der Bürger von Neustadt, Untertanen Unseres geliebten Sohnes Ludwig, Pfalzgrafen bei Rhein, Herzogen in Bayern, die sie um ihr Recht und ihre Freiheit Uns demütig unterbreitet haben, gnädiglich aufzunehmen; dergestalt, daß Wir die vorbesagte Stadt aus Allerhöchster Königlicher Machtvollkommenheit laut des gegenwärtigen Briefs gefreiet haben, indem Wir den Bürgern der selbigen Stadt alle Rechte und Freiheiten, deren die Stadt Speyer sich erfreuet, frei einräumen …“

### Einteilung in Stadtviertel im Spätmittelalter
Im Spätmittelalter war Neustadt in vier Stadtviertel eingeteilt, deren Namen über Stand und Berufe der maßgeblichen Bewohner oder über wichtige Örtlichkeiten Auskunft geben:
Im Lauerviertel (aus „Loheviertel“) dicht am Speyerbach arbeiteten die Ledergerber. Das Kesselringviertel war nach einer einflussreichen Familie des 14. Jahrhunderts benannt. Im Frauenviertel lagen kirchliche Besitztümer; sie standen unter dem Patrozinium der Gottesmutter, die auch „Unsere Liebe Frau“ genannt wird. Die jüdische Gemeinde lebte im Judenviertel.
Gegen Ende des 15. Jahrhunderts kamen außerhalb der Befestigungsanlagen weitere Viertel dazu, das Stadtgasserviertel, das Kirschgartenviertel und die Ägyptenvorstadt.

### Reformation

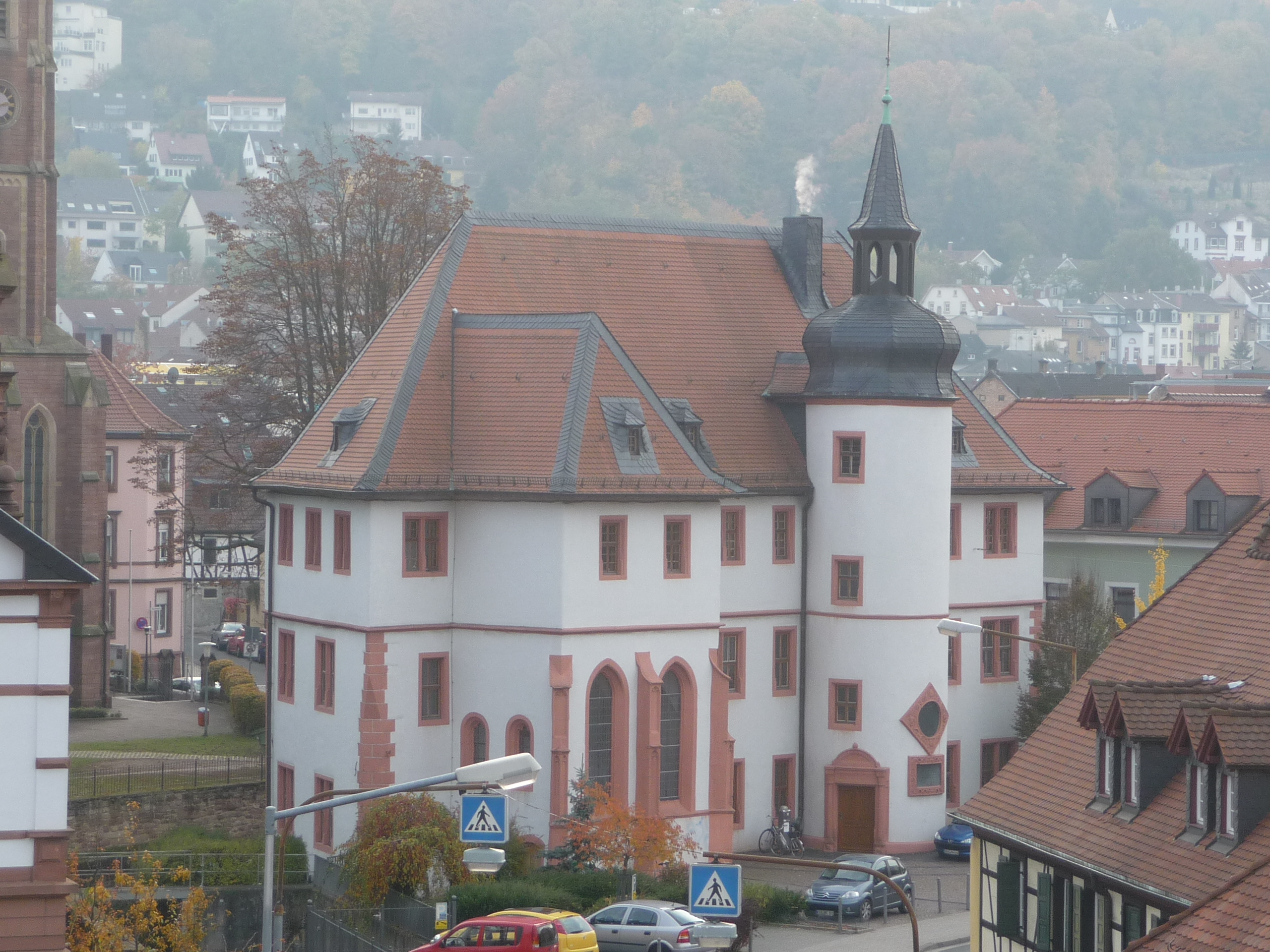
Casimirianum

Im Bauernkrieg konnten am 6. Mai 1525 die aufständischen Bauernhaufen ohne Gegenwehr in die Stadt einziehen.
Während der Reformation regierte in der Pfalz bis 1544 der um Ausgleich bemühte Ludwig der Friedfertige. Sein Religionsedikt vom Jahr 1538 erlaubte den Lutheranern die Predigt und die Kelchkommunion. Ebenso ausgleichend regierte sein Bruder und Nachfolger Friedrich der Weise. Erst ihre Nachfolger wurden strenge Calvinisten. Als Friedrich III. im Jahr 1576 starb, verfügte er testamentarisch, dass nicht sein lutherischer Sohn Ludwig VI. die Ämter Lautern (Kaiserslautern) und Neustadt erben sollte, sondern dessen calvinistischer Bruder Johann Casimir.
Pfalzgraf Johann Casimir gründete im Jahr 1578 die Neustadter Hochschule, das nach ihm benannte Casimirianum, weil sein lutherischer Bruder Ludwig in Heidelberg die Universität von Calvinisten säuberte; Johann Casimir engagierte sich als Anwalt des reformierten Glaubens und bot den vertriebenen Professoren und Studenten Asyl. Als er im Jahr 1583 nach Heidelberg übersiedelte, um dort nach dem Tod des Bruders die Regentschaft für dessen noch unmündigen Sohn zu übernehmen, war Neustadts kurze Zeit als Universitätssitz wieder beendet.

### Religiöse Auseinandersetzungen und Eroberungen im 17. Jahrhundert

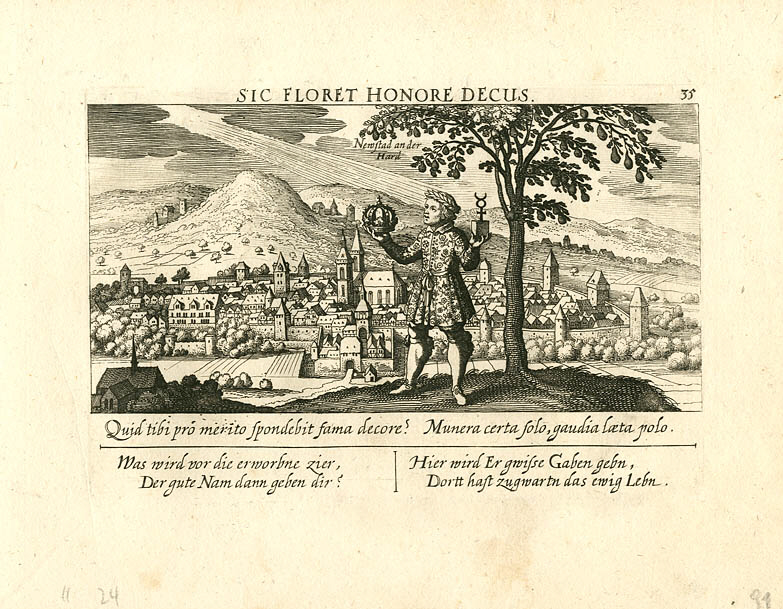
Newstad an der Hard, Kupferstich aus Daniel Meisners Schatzkästlein, 1624

Die religiösen Auseinandersetzungen wurden im 17. Jahrhundert teilweise auch mit Waffengewalt ausgetragen. So wurde Neustadt im Dreißigjährigen Krieg häufig erobert: Es begann 1622 mit den Spaniern unter dem Kriegsherrn Gonzalo Fernández de Córdoba, 1631 folgten die Schweden und 1635 kaiserliche Truppen. Im Jahr 1639 wurde die Stadt gleich zweimal durch französisch-weimarische Soldaten unter Henri II. d’Orléans-Longueville eingenommen; zwischendurch mussten sie bayerischen Truppen weichen, die auch Anfang 1640 wieder Einzug hielten. 1644 kehrten nochmals die Franzosen zurück. Mit jedem Besatzer wechselte auch die Konfession.
Anders als in vielen anderen pfälzischen Städten gab es dagegen im Pfälzischen Erbfolgekrieg (1689–1697) fast keine Kriegsschäden in Neustadt.
Bis ins 17. Jahrhundert war, so belegt noch in Merians Topographia Germaniae (Topographia Palatinatus Rheni et Vicinarum Regionum, 1645), die Stadt bekannt durch ihren Fischreichtum (Forellen, Grundeln; auch Krebse) und ihre Fischgehege. Der Neustadter Stadtschreiber Johannes Ritterßhofen verfasste bzw. bearbeitete vor 1494 einen kleinen Traktat über die Kunst, Fische zu fangen, der von Jakob Köbel erstmals 1493 in Heidelberg publiziert und 1518 in Augsburg nachgedruckt wurde.

### 18. und 19. Jahrhundert
1744 waren von den 2496 Einwohnern der Stadt 1676 Reformierte, 620 Katholiken und 200 Lutheraner. Juden wurden in dieser Statistik nicht aufgeführt.
Im 18. Jahrhundert verlor die Stadt ihr mittelalterliches Aussehen, da die kriegstechnisch überflüssig gewordenen Stadtmauern abgerissen wurden. Nachdem im Jahre 1722 die Staatsstraße nach Mannheim gebaut worden war (heute B 38), wurde 1723 die nördliche Stadtmauer durchbrochen.
Das gesamte linke Rheinufer wurde nach 1792 von französischen Truppen besetzt und 1798 in den französischen Staat integriert. Neustadt wurde Verwaltungssitz (chef-lieu) eines Kantons im Departement Donnersberg. Im Rahmen der Gerichtsorganisation des Linken Rheinufers wurde ein Friedensgericht Neustadt eingerichtet. Napoleon passierte die Stadt 1808 auf dem Rückweg von Erfurt nach Paris und wurde feierlich empfangen. 1813 zogen Teile der in der Völkerschlacht bei Leipzig geschlagenen Armee Napoleons durch die Stadt.
Nach dem 1815 abgehaltenen Wiener Kongress kam Neustadt zunächst zu Österreich und ein Jahr später aufgrund eines Staatsvertrags zum Königreich Bayern, bei dem es bis zum Ende des Zweiten Weltkriegs verblieb; es gehörte zum Rheinkreis, der ab 1837 Pfalz oder Rheinpfalz genannt wurde. Bei dessen Neugliederung 1818 wurde die Stadt Sitz eines Landkommissariats (ab 1862 Bezirksamt und ab 1939 Landkreis genannt). 1832 fand in der Nähe von Neustadt das Hambacher Fest statt. 1847 erhielt Neustadt durch die Pfälzische Ludwigsbahn Bahnanschluss.
Im Sommer 1848 war Neustadt für kurze Zeit Heimat für die Studenten der Universität Heidelberg, die wegen eines Zwists mit der Universitätsleitung das Großherzogtum Baden unter Protest verließen und sich in Neustadt für ein paar Tage niederließen.

### 20. Jahrhundert
Nach dem Ersten Weltkrieg wurde Neustadt von den Alliierten besetzt. Es wurde beschlossen, in der Stadt, die von einem Arbeiter- und Soldatenrat verwaltet wurde, Besatzungssoldaten aus Siam (heute Thailand) zu stationieren; diese zogen am 7. Dezember 1918 in die Stadt ein. Die Beziehung zur örtlichen Bevölkerung war nach anfänglichen Anspannungen gut. Im Juli 1919 wurden die siamesischen durch französische Soldaten abgelöst.
1920 schied die Stadt, ebenso wie sechs weitere pfälzische Städte, aus ihrem Bezirksamt aus und wurde eine kreisunmittelbare Stadt.
Seit 1927 war Neustadt Sitz der Gauleitung der NSDAP (siehe Gau Saarpfalz). Die Stadt behielt diese Funktion in der Zeit des Nationalsozialismus de facto bis 1945, obwohl 1939 Kaiserslautern zur „Gauhauptstadt“ ausgerufen wurde und die staatliche Behörde, die 1940 aus den pfälzischen und saarländischen Verwaltungen in Speyer und Saarbrücken gebildet und von dem Gauleiter in Personalunion geleitet wurde, ebenfalls nicht in Neustadt ansässig war. Im März 1945 wurde Neustadt im Rahmen der Operation Undertone von US-Truppen besetzt. Dabei kam es zu einem letzten Verteidigungsversuch eines Zuges von drei Jagdtigern der Schweren Panzerjäger-Abteilung 653 am 22. März. Die Stadt musste jedoch aufgegeben werden und wurde am Folgetag von den Alliierten erobert.
Die Stadt wurde nach dem Zweiten Weltkrieg Teil der französischen Besatzungszone, als das spätere Rheinland-Pfalz als letztes Land in den westlichen Besatzungszonen am 30. August 1946 durch die Verordnung Nr. 57 der französischen Militärregierung unter General Pierre Kœnig eingerichtet wurde.
Die Funktion als regulärer pfälzischer Verwaltungssitz hatte die Stadt am 8. September 1945 erhalten, 1946 wurde sie Sitz des Regierungsbezirks Pfalz.
Die erste rheinland-pfälzischen Verwaltungsreform führte dazu, dass am 7. Juni 1969 die bis dahin selbstständigen Gemeinden Geinsheim, Gimmeldingen, Haardt an der Weinstraße, Hambach an der Weinstraße, Königsbach an der Weinstraße, Lachen-Speyerdorf, Mußbach an der Weinstraße und Diedesfeld eingemeindet wurden. Am 16. März 1974 folgte Duttweiler.

### Entwicklung des Namens
| Zeitraum                            | Name                       |
| ----------------------------------- | -------------------------- |
| 1253                                | Nova Civitas               |
| 1339                                | Nuwenstadt                 |
| 1414                                | Neunstat an der Hart       |
| 1452                                | Nuwenstadt ann der Hart    |
| 1716                                | Neustatt ahn der Haardt    |
| 19. Jahrhundert                     | Neustadt an der Haardt     |
| 12. November 1936 bis 3. Juli 1945  | Neustadt an der Weinstraße |
| 4. Juli 1945 bis 27. September 1950 | Neustadt an der Haardt     |
| seit 28. September 1950             | Neustadt an der Weinstraße |

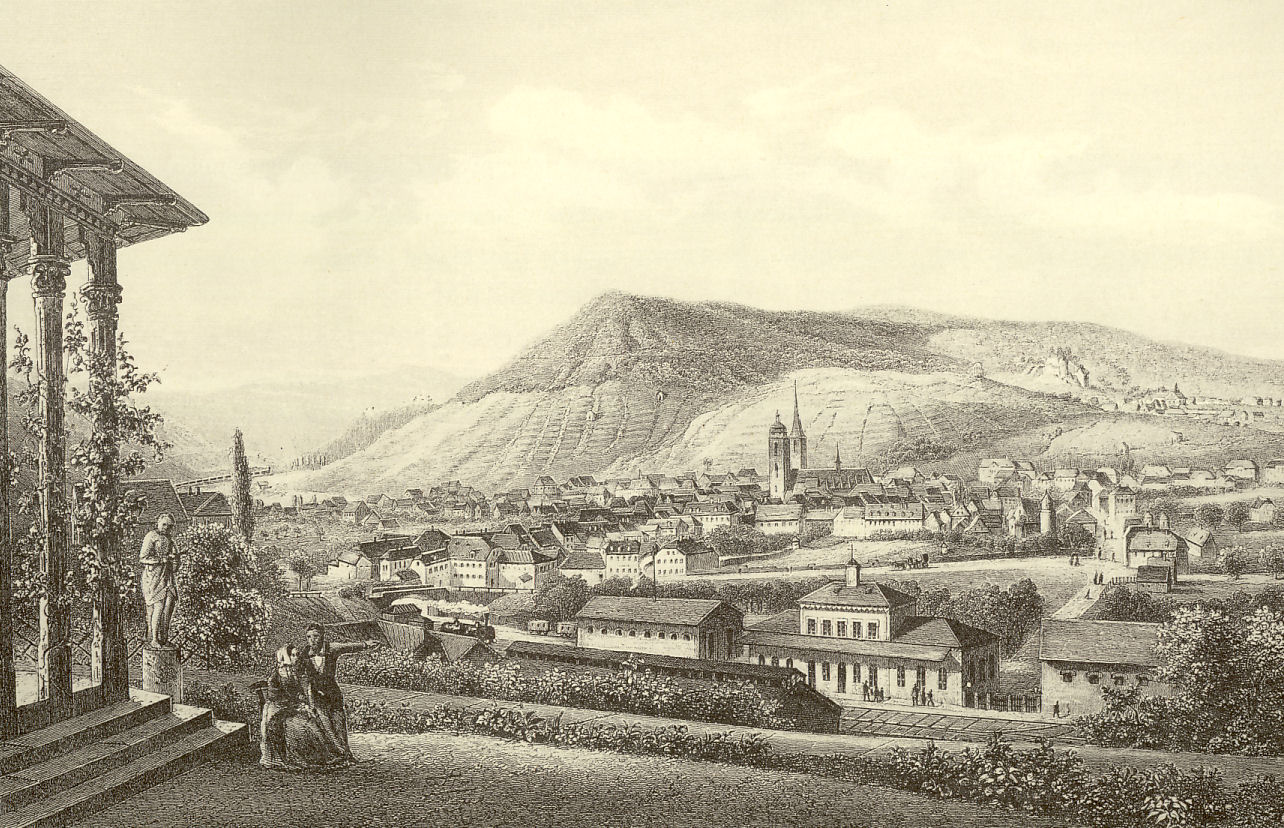
Historischer Stich von Neustadt

Die Stadt Neustadt war in ihrer Geschichte unter verschiedenen Namen, die sämtlich „Neue Stadt“ bedeuten, und Beinamen bekannt.
Die Umbenennung von Neustadt an der Haardt zu Neustadt an der Weinstraße am 12. November 1936 wurde von dem damaligen NS-Gauleiter Josef Bürckel veranlasst. 1945 wurde die Stadt zunächst zurückbenannt. 1950 entschied sich der Neustadter Stadtrat nach Sondierung bei den höheren Verwaltungsstellen einstimmig wieder für den 1936 unter den Nationalsozialisten eingeführten Namen. Nach Vermerkungen im Protokoll erfolgte die Benennung aus „wirtschaftlichen und propagandistischen Gründen“, man war der Ansicht, dass der Zusatz „Haardt“ außerhalb der Pfalz keinen Wiedererkennungswert habe.

### Einwohnerentwicklung

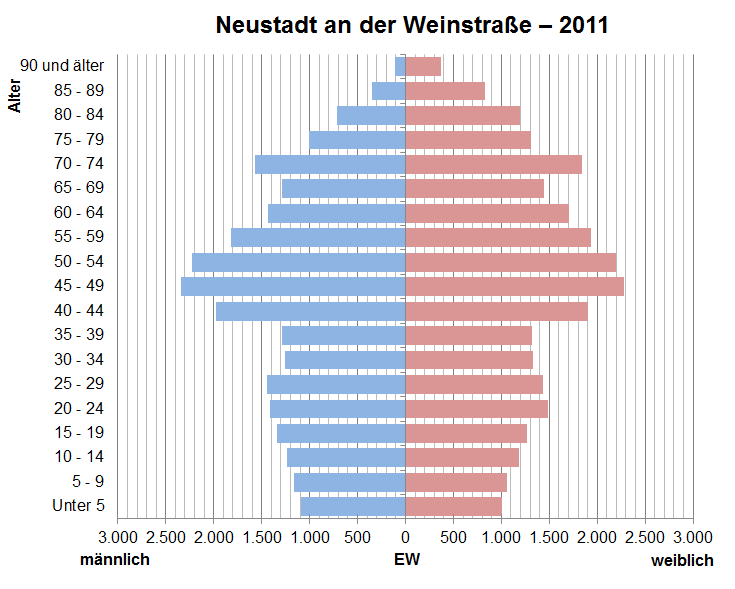
Bevölkerungspyramide für Neustadt an der Weinstraße (Datenquelle: Zensus 2011)

1815 zählte die Stadt 4.324 Einwohner. 1957 hatte sich die Einwohnerzahl bereits auf 30.600 erhöht. Zwei Jahrzehnte später betrug sie – nicht zuletzt aufgrund der zwischenzeitlich erfolgten Eingemeindungen – 50.500. Seither blieb sie größtenteils stabil: 1997 lebten 53.810 Menschen in Neustadt, 2017 waren es 53.209. Zum 31. Dezember 2022 hatte die Stadt laut Fortschreibung des Statistischen Landesamts Rheinland-Pfalz 53.981 Einwohner. Im Februar 2024 sind es 54.898 Einwohner. Innerhalb der Stadtgrenzen ist während der letzten Jahrzehnte eine Verlagerung von der Kernstadt in die Stadtteile zu beobachten.
| Neustadt an der Weinstraße: Einwohnerzahlen von 2012 bis 2024 | Neustadt an der Weinstraße: Einwohnerzahlen von 2012 bis 2024 | Neustadt an der Weinstraße: Einwohnerzahlen von 2012 bis 2024 | Neustadt an der Weinstraße: Einwohnerzahlen von 2012 bis 2024 | Neustadt an der Weinstraße: Einwohnerzahlen von 2012 bis 2024 |
| ------------------------------------------------------------- | ------------------------------------------------------------- | ------------------------------------------------------------- | ------------------------------------------------------------- | ------------------------------------------------------------- |
| Jahr                                                          |                                                               |                                                               |                                                               | Einwohner                                                     |
| 2012                                                          | 2012                                                          |                                                               | 52.268                                                        | 52.268                                                        |
| 2015                                                          | 2015                                                          |                                                               | 52.999                                                        | 52.999                                                        |
| 2020                                                          | 2020                                                          |                                                               | 53.306                                                        | 53.306                                                        |
| 2024                                                          | 2024                                                          |                                                               | 52.945                                                        | 52.945                                                        |
| Quelle(n): statistik.rlp.de                                   |                                                               |                                                               |                                                               |                                                               |

## Religion

### Konfessionsstatistik
Laut der Volkszählung 2011 waren im Jahr 2011 39,3 % der Einwohner evangelisch, 33,5 % römisch-katholisch, und 27,3 % waren konfessionslos, gehörten einer anderen Glaubensgemeinschaft an oder machten keine Angabe. Der Anteil der evangelischen und katholischen Kirchenmitglieder an der Gesamtbevölkerung ist seitdem jährlich um 1 Prozentpunkt gesunken. Gemäß dem Zensus 2022 waren am 25. Mai 2022 32,2 % der Einwohner evangelisch, 26,7 % katholisch, und 41,1 % waren konfessionslos, gehörten einer anderen Glaubensgemeinschaft an oder machten keine Angabe. Ende Juni 2025 hatten 28,7 % die evangelische Konfession und 24,2 % die katholische. 47,1 % gehörten entweder einer anderen Glaubensgemeinschaft an oder waren konfessionslos.

### Christentum
Im Osten der Stadt steht seit dem 13. Jahrhundert die Kapelle des Branchweilerhofs, die ab der Reformation das älteste mennonitische Kirchengebäude der Welt darstellt. Bis zum 16. Jahrhundert befand sich in der Stadt ein Kloster der Augustinerinnen. Im Stadtteil Gimmeldingen ist das Kloster Hildenbrandseck angesiedelt, das von 1959 bis 2004 das Mutterhaus der Hildegardis-Schwestern vom Katholischen Apostolat beherbergte.
Die Katholiken gehören zum Bistum Speyer und unterstehen dort dem Dekanat Bad Dürkheim, die Evangelischen (ab 1818 waren die Reformierten und Lutheraner in einer Union vereinigt) zur Protestantischen Landeskirche Pfalz. Bis Ende 2015 existierten katholischerseits die Pfarreien Diedesfeld, Geinsheim, Hambach, Königsbach, Lachen-Speyerdorf, Mußbach, Neidenfels, Neustadt (St. Josef), Neustadt (St. Marien) und Neustadt (St. Pius), die Bestandteil der Pfarrgemeinschaft Neustadt waren. Seit 1. Januar 2016 gibt es im Stadtgebiet die Pfarrei Hl. Theresia von Avila (Neustadt) mit den Filialen St. Nikolaus (Gimmeldingen), St. Johannes (Königsbach), St. Johannes Baptist (Mußbach), St. Ägidius (Neustadt), St. Bernhard (Neustadt) und St. Josef (Neustadt), zudem zusätzlich die Pfarrei Hl. Geist (Geinsheim) mit den Filialen St. Remigius (Diedesfeld), St. Michael (Duttweiler), St. Jakobus (Hambach), Heilig Kreuz (Lachen-Speyerdorf) und St. Pius (Neustadt).

### Judentum

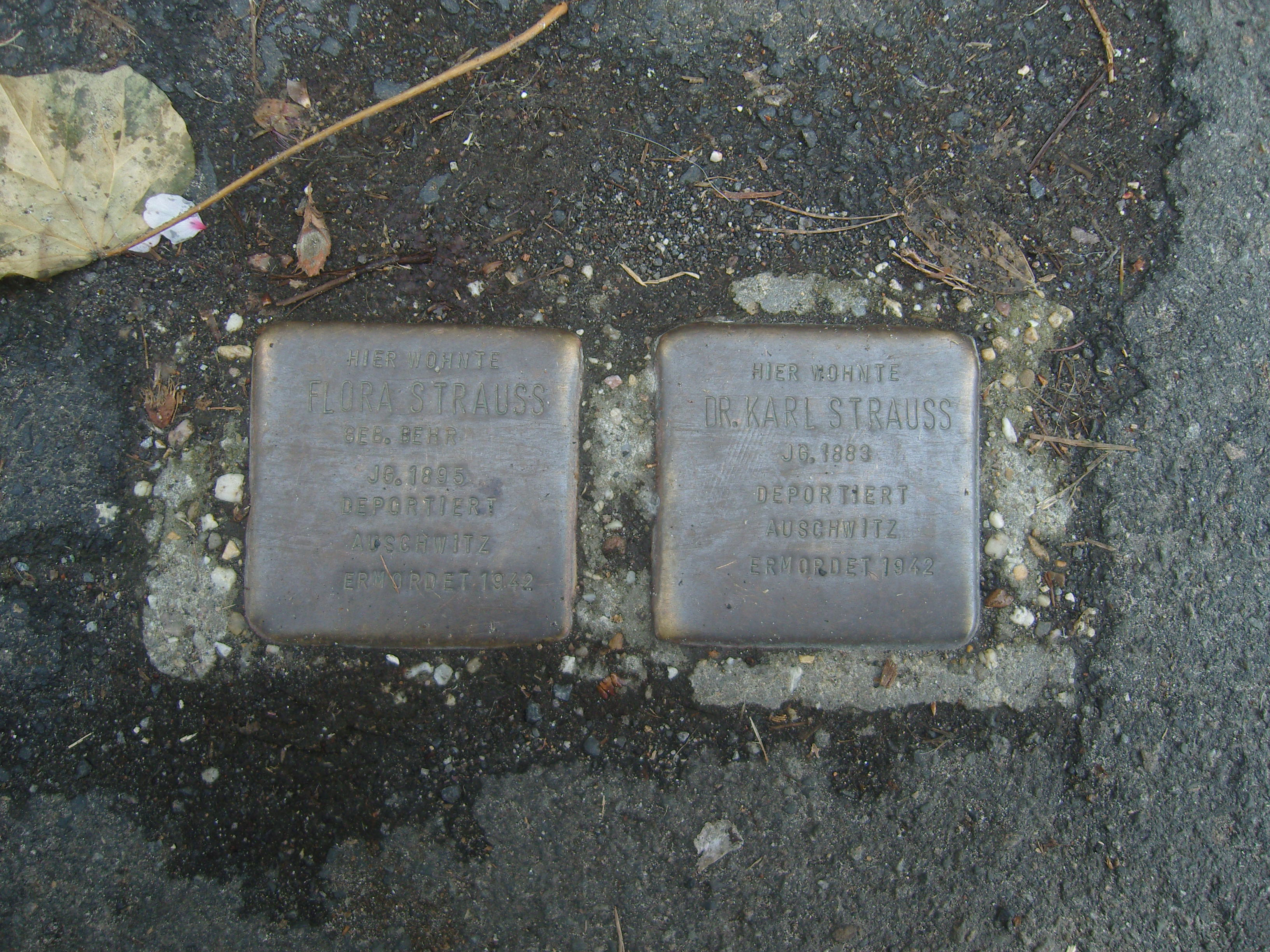
Stolpersteine für Karl und Flora Strauß

In der Stadt existierte einst eine jüdische Gemeinde sowie eine Synagoge, die 1938 den Novemberpogromen zum Opfer fiel. Der jüdische Friedhof ist bis in die Gegenwart belegt. In Neustadt wurden durch den Künstler Gunter Demnig 41 Stolpersteine verlegt, die an jüdische Opfer des Nationalsozialismus erinnern. Der erste Stolperstein wurde am 16. Dezember 2002 vor dem Kurfürst-Ruprecht-Gymnasium in der Landwehrstraße Karl Strauß gewidmet, einem ehemaligen Lehrer der Schule, der 1942 im KZ Auschwitz ermordet worden war. Nach dem Zweiten Weltkrieg war Neustadt zunächst Sitz der Jüdischen Kultusgemeinde Rheinpfalz G.d.ö.R., ehe diese 2011 nach Speyer umzog.

## Politik

### Stadtrat
Der Stadtrat von Neustadt an der Weinstraße besteht aus 44 ehrenamtlichen Ratsmitgliedern, die bei der Kommunalwahl am 9. Juni 2024 in einer personalisierten Verhältniswahl gewählt wurden, und dem hauptamtlichen Oberbürgermeister als Vorsitzendem. Unter den aktuellen Stadträten befinden sich Dirk Herber (CDU), Michael Landgraf und Werner Schreiner (beide SPD).
Wegen der Besonderheiten des rheinland-pfälzischen Wahlsystems bei den Kommunalwahlen (personalisierte Verhältniswahl) sind die angegebenen prozentualen Stimmanteile als gewichtete Ergebnisse ausgewiesen, die das Wahlverhalten nur rechnerisch wiedergeben.
Die Parteien und Wählergruppen erzielten folgende Ergebnisse:
- Grüne: 6
- SPD: 7
- FWG: 11
- FDP: 2
- CDU: 11
- AfD: 7

| Parteien und Wählergruppen | % 2024 | Sitze 2024 | % 2019 | Sitze 2019 | % 2014 | Sitze 2014 |
| -------------------------- | ------ | ---------- | ------ | ---------- | ------ | ---------- |
| FWG                        | 25,2   | 11         | 31,2   | 14         | 18,4   | 8          |
| CDU                        | 24,5   | 11         | 25,2   | 11         | 36,4   | 16         |
| SPD                        | 16,7   | 7          | 16,0   | 7          | 23,7   | 10         |
| AfD                        | 14,7   | 7          | –      | –          | –      | –          |
| GRÜNE                      | 14,3   | 6          | 17,6   | 8          | 13,0   | 6          |
| FDP                        | 4,6    | 2          | 6,7    | 3          | 5,0    | 2          |
| Die Linke                  | –      | –          | 3,2    | 1          | 3,4    | 2          |
| Gesamt                     | 100 %  | 44         | 100 %  | 44         | 100 %  | 44         |
| Wahlbeteiligung            | 65,9 % | 65,9 %     | 62,3 % | 62,3 %     | 53,2 % | 53,2 %     |

### Oberbürgermeister und Stadtvorstand
Gemeinde- und Stadtoberhäupter
| Amtszeit  | Name                            | Partei |
| --------- | ------------------------------- | ------ |
| 1920–1933 | Richard Forthuber               |        |
| 1933      | Rudolf Hammann, kommissarisch   | NSDAP  |
| 1933–1936 | Werner Lederle                  | NSDAP  |
| 1936–1938 | Richard Imbt                    | NSDAP  |
| 1938–1944 | Karl Schlee                     | NSDAP  |
| 1945–1946 | Johannes Seibert, kommissarisch |        |
| 1946–1949 | Heinrich Saul                   | CDU    |
| 1949–1965 | Edwin Hartmann                  | SPD    |
| 1965–1981 | Wolfgang Brix                   | CDU    |
| 1982–1992 | Dieter Ohnesorge                | CDU    |
| 1992–2001 | Horst Jürgen Weiler             | SPD    |
| 2002–2017 | Hans Georg Löffler              | CDU    |
| 2018–0000 | Marc Weigel                     | FWG    |

Der Oberbürgermeister wird für acht Jahre direkt gewählt. Seit 1. Januar 2018 amtiert Marc Weigel (FWG), er war am 24. September 2017 gegen zwei weitere Kandidaten mit 58,1 Prozent der Stimmen gewählt worden. Sein Vorgänger war Hans Georg Löffler (CDU), der 2017 nach 16-jähriger Amtszeit nicht mehr zur Wahl angetreten war. Die folgende Oberbürgermeisterwahl fand am 15. Juni 2025 statt. Dabei wurde der Amtsinhaber Marc Weigel mit knapp 80 % der Wählerstimmen in seinem Amt bestätigt. 
Der Stadtvorstand besteht aus dem Oberbürgermeister und drei hauptamtlichen Beigeordneten: Bürgermeister Stefan Ulrich (Dezernat II/CDU), Waltraud Blarr (Dezernat III/Grüne), Bernhard Adams (Dezernat IV/parteilos).

### Wappen
| Wappen von Neustadt an der Weinstraße | Blasonierung: „In Schwarz ein rotbewehrter, -bezungter und -bekrönter goldener Löwe.“ |
| Wappen von Neustadt an der Weinstraße | Wappenbegründung: Das Wappen zeigt auf schwarzem Grund einen rechtsgewendeten goldenen Löwen, der rot bewehrt und bezungt ist und eine rote Krone trägt, an der sich drei rote Kreuze befinden. Es ist der Löwe der Kurpfalz, zu deren Regierungssitzen Neustadt mit der Burg Winzingen zählte. |

### Städtepartnerschaften

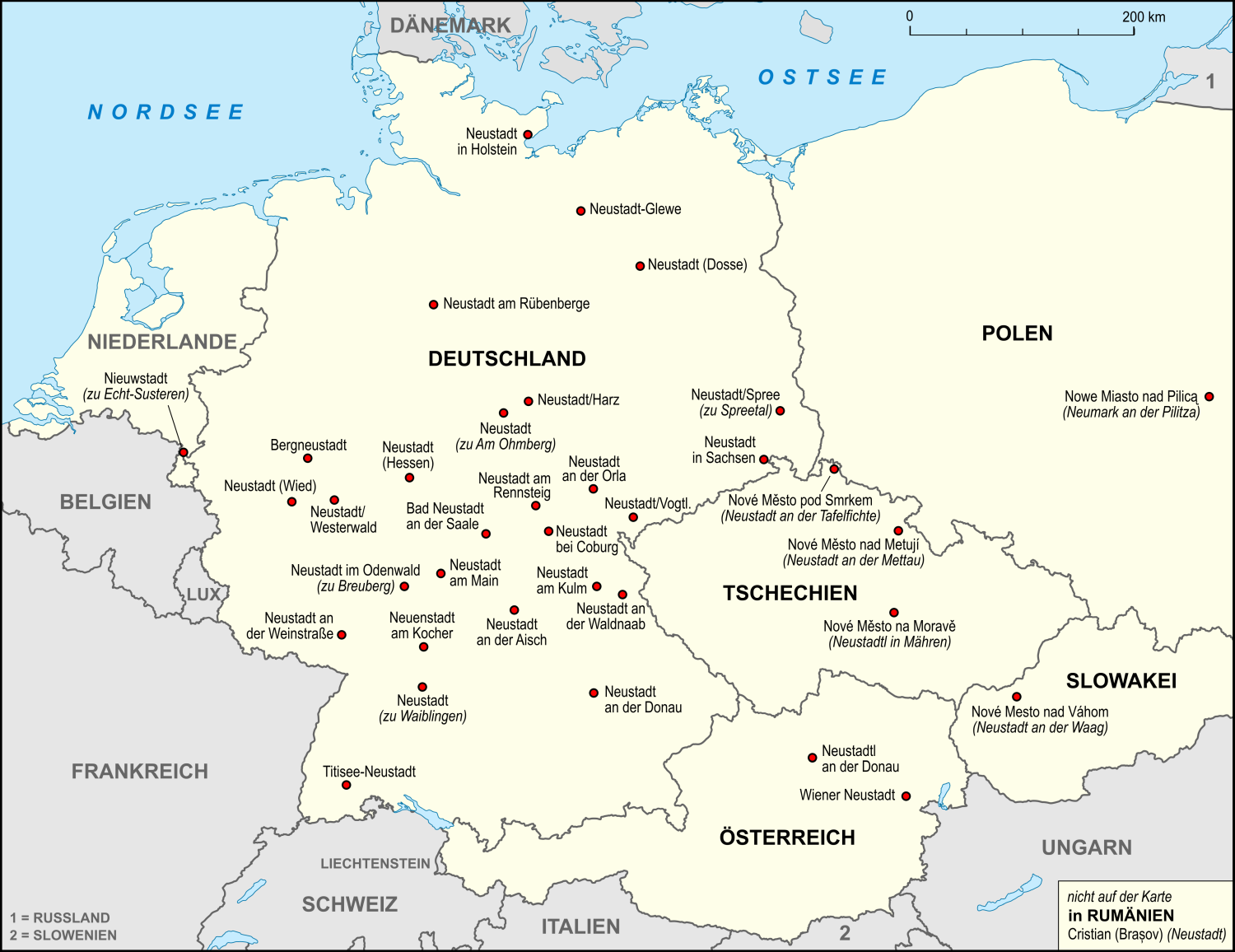
Arbeitsgemeinschaft Neustadt in Europa

Die Stadt ist Gründungsmitglied der Arbeitsgemeinschaft Neustadt in Europa, einer internationalen Städtefreundschaft, der im September 2008 36 Mitglieder aus sechs mitteleuropäischen Staaten angehörten.
Neustadt unterhält verschiedene Städtepartnerschaften:
| Stadt                      | Land, Region                         | seit |
| -------------------------- | ------------------------------------ | ---- |
| Mâcon                      | Frankreich, Burgund                  | 1956 |
| Lincoln                    | Vereinigtes Königreich, Lincolnshire | 1970 |
| Wernigerode                | Deutschland, Sachsen-Anhalt          | 1989 |
| Manchester                 | Vereinigte Staaten, New Hampshire    | 1992 |
| Quanzhou                   | Volksrepublik China                  | 1995 |
| Mersin, Ortsteil Yenişehir | Türkei                               | 1998 |
| Echt-Susteren              | Niederlande                          | 2019 |

### Finanzen
Neustadt an der Weinstraße war bis 2004 die einzige kreisfreie Stadt in Rheinland-Pfalz, die seit 1993 in Folge ihren Haushalt ausgleichen und gleichzeitig den kommunalen Schuldenberg zwischen 1989 und 1999 um über ein Drittel – etwa 37 Millionen Euro – reduzieren konnte.
Dabei hatte die Verschuldung der kreisfreien Stadt Neustadt an der Weinstraße bereits Mitte der 1980er Jahre ihren Höhepunkt mit einer Pro-Kopf-Verschuldung von etwa 2.297 Euro – zu damaligen Preisen – bei einer Einwohnerzahl von etwa 50.000 erreicht. Mitte 1999 lag die Pro-Kopf-Verschuldung bei etwa 1.173 Euro.
Neustadt an der Weinstraße erhielt für diese Leistung 1997 den „Verwaltungsmanagement Award 97“ für intelligente Sparkonzepte vom Institute for International Research und der Zeitschrift Die innovative Verwaltung.

## Kultur

### Bauwerke, Denkmäler und Gedenkstätten
Kulturdenkmäler

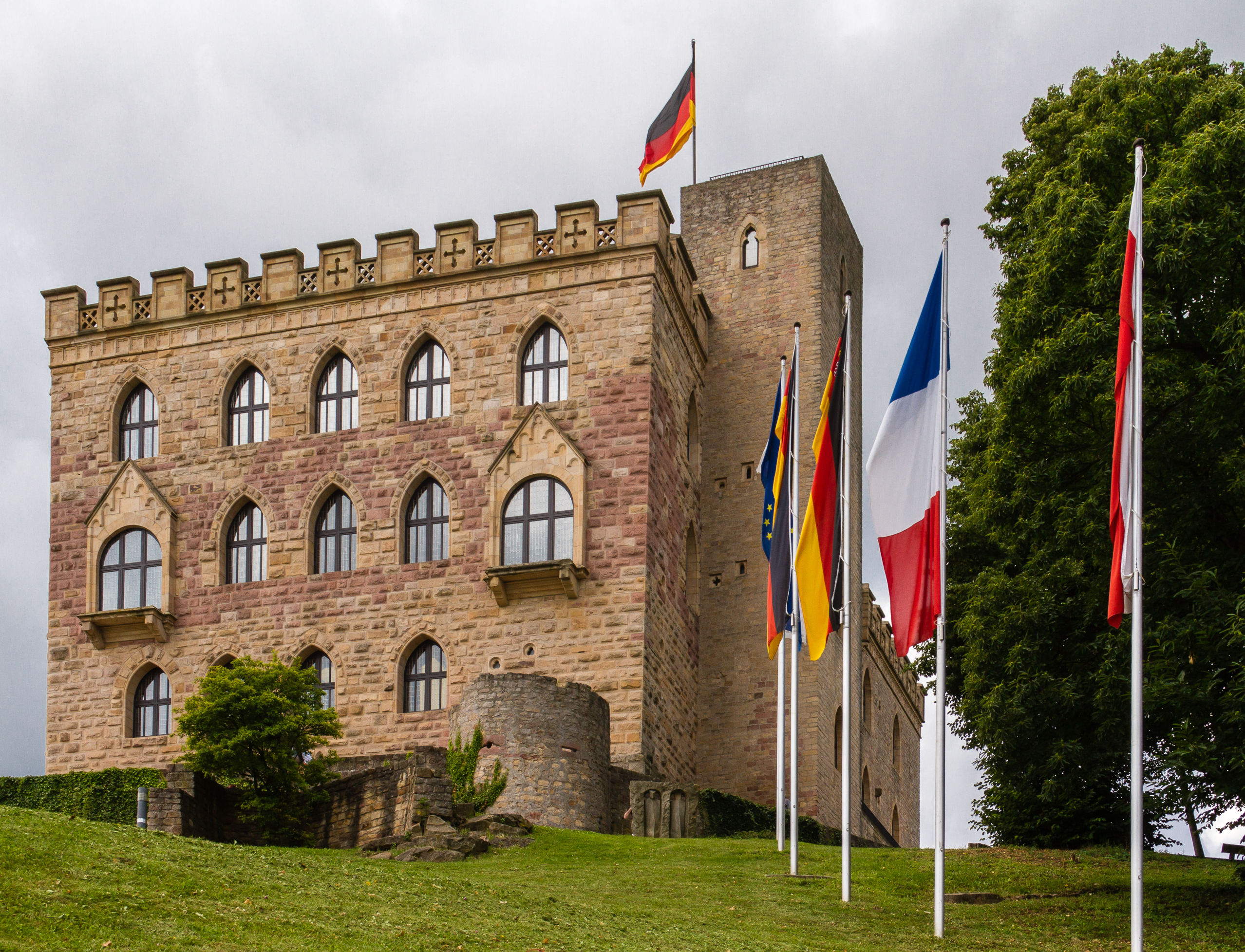
Hambacher Schloss

In Neustadt an der Weinstraße sind zahlreiche Denkmalzonen ausgewiesen, darunter die historische Altstadt, das Hambacher Schloss, die Wolfsburg, die Burg Winzingen samt dem Haardter Schloss, der Branchweilerhof, der jüdische Friedhof und die weit abseits des Siedlungsgebietes befindliche Burg Spangenberg über dem Elmsteiner Tal.
Hinzu kommen zahlreiche Einzeldenkmäler; zu diesen gehören innerhalb der Altstadt unter anderem die Stiftskirche aus dem 14. Jahrhundert, die ehemalige Universität Casimirianum und der Steinhäuser Hof.
Auf der Hambacher Höhe am Haardtrand liegt das Herz-Jesu-Kloster. Im Osten der Stadt am Speyerbach befindet sich die Haidmühle. Hinzu kommt außerdem das frühere Walter-Engelmann-Bad.
Die Vororte weisen weitere denkmalgeschützte Objekte auf, so beispielsweise Mußbach mit der alten Johanneskirche, dem Herrenhof, dem Weißen Haus und dem Carl-Theodor-Hof oder Gimmeldingen mit der Nikolauskirche, der Alten Burg und dem König-Ludwig-Pavillon.

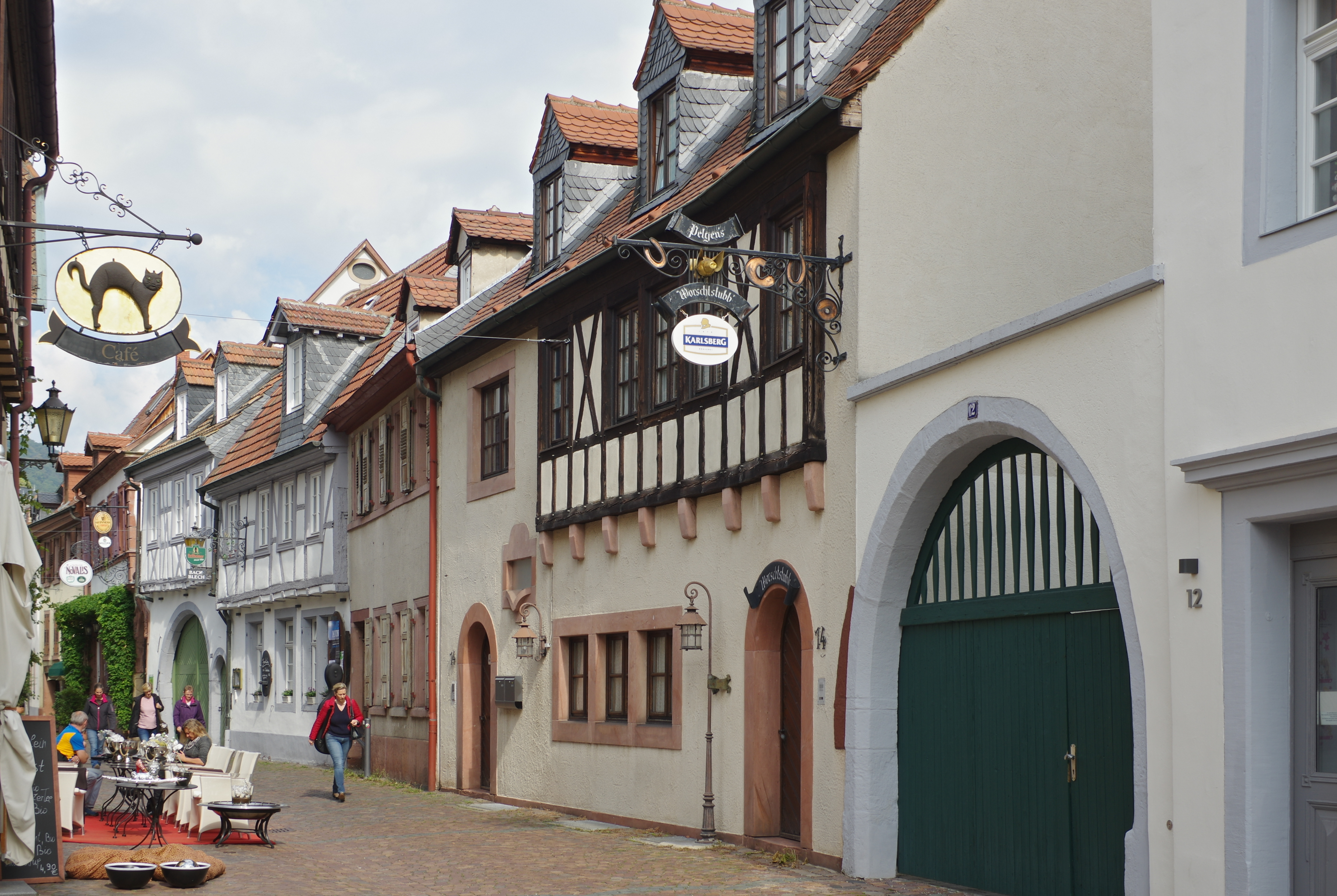
Altstadt, Hintergasse
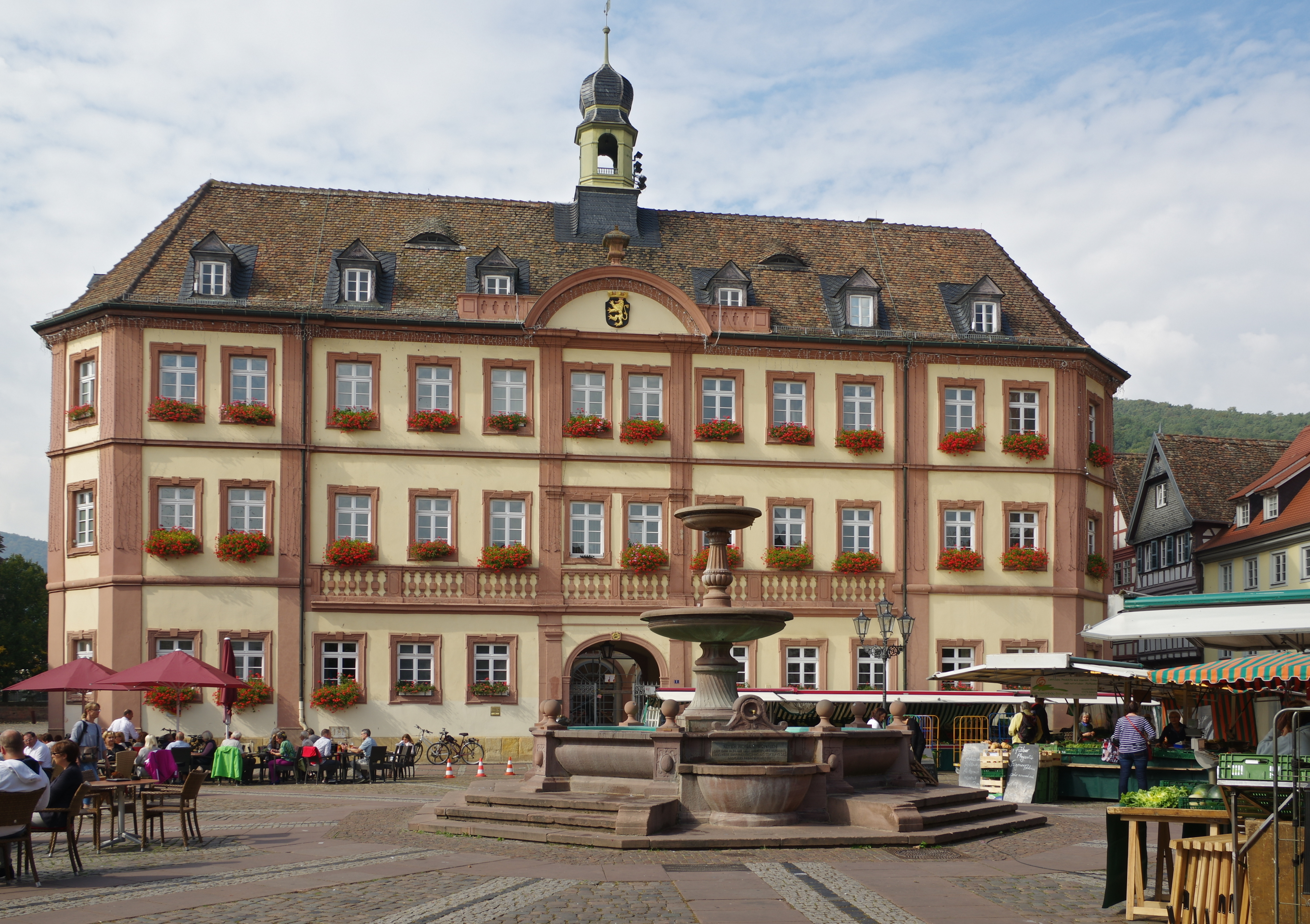
Rathaus am Marktplatz
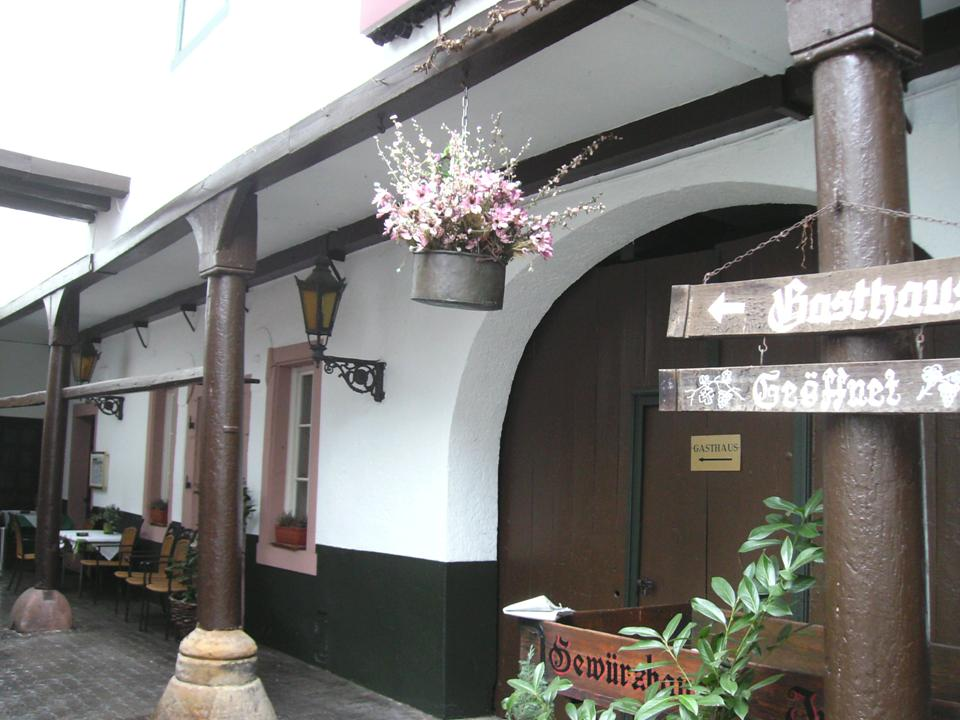
Säulenvorbau an einem Fachwerkhaus in der Altstadt
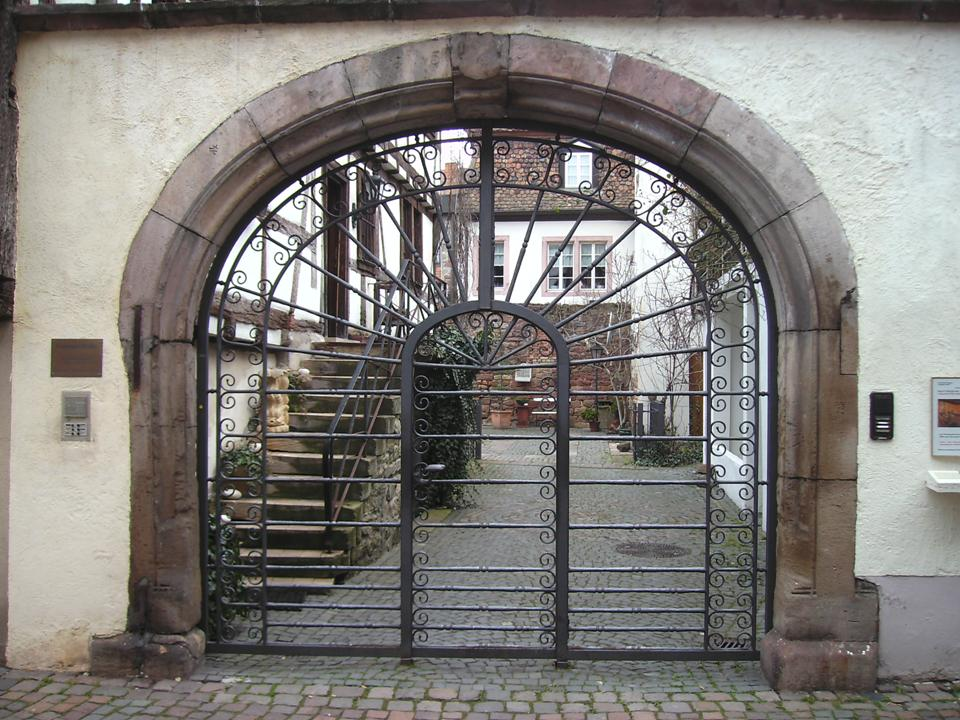
Torbogen in der Altstadt
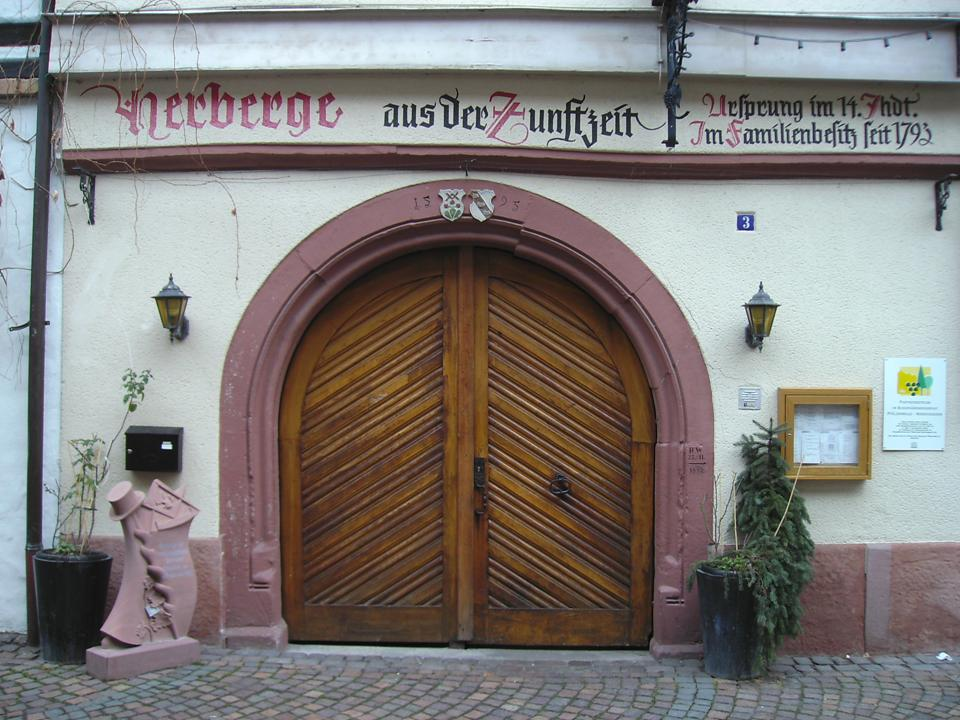
Torbogen eines alten Wirtshauses in der Altstadt

Sonstige Bauwerke

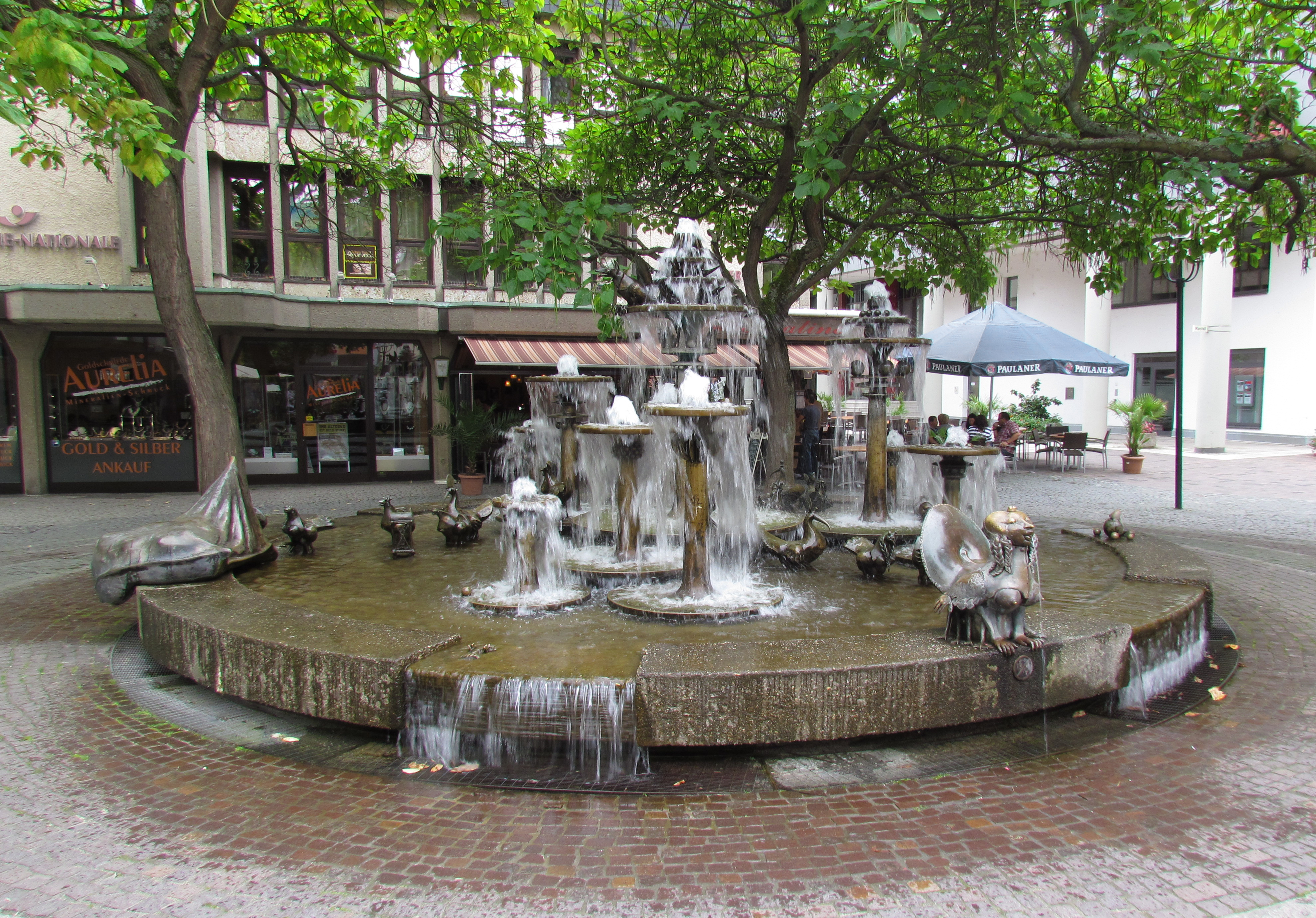
Elwetritschenbrunnen

In der Altstadt befinden sich außerdem der Elwetritschenbrunnen von Gernot Rumpf und an einem historischen Gebäude Wandmalereien von Werner Holz. In Gimmeldingen stehen die Reste eines Mithras-Heiligtums.
Am 10. März 2013 eröffneten der rheinland-pfälzische Justizminister Jochen Hartloff und der Neustadter Oberbürgermeister Löffler die Gedenkstätte für NS-Opfer, die im früheren Gefängnisgebäude der ehemaligen Turenne-Kaserne durch einen 2009 gegründeten Förderverein eingerichtet worden war. In der Kaserne betrieben die Nationalsozialisten 80 Jahre zuvor vom 10. März 1933 an für mehrere Monate unter der Bezeichnung Schutzhaft- und Arbeitslager ein frühes Konzentrationslager. Inhaftiert waren etwa 500 Männer, die wegen ihrer politischen oder religiösen Betätigung den Machthabern missfielen, aus mehr als 80 pfälzischen Gemeinden.

### Museen und Kultur

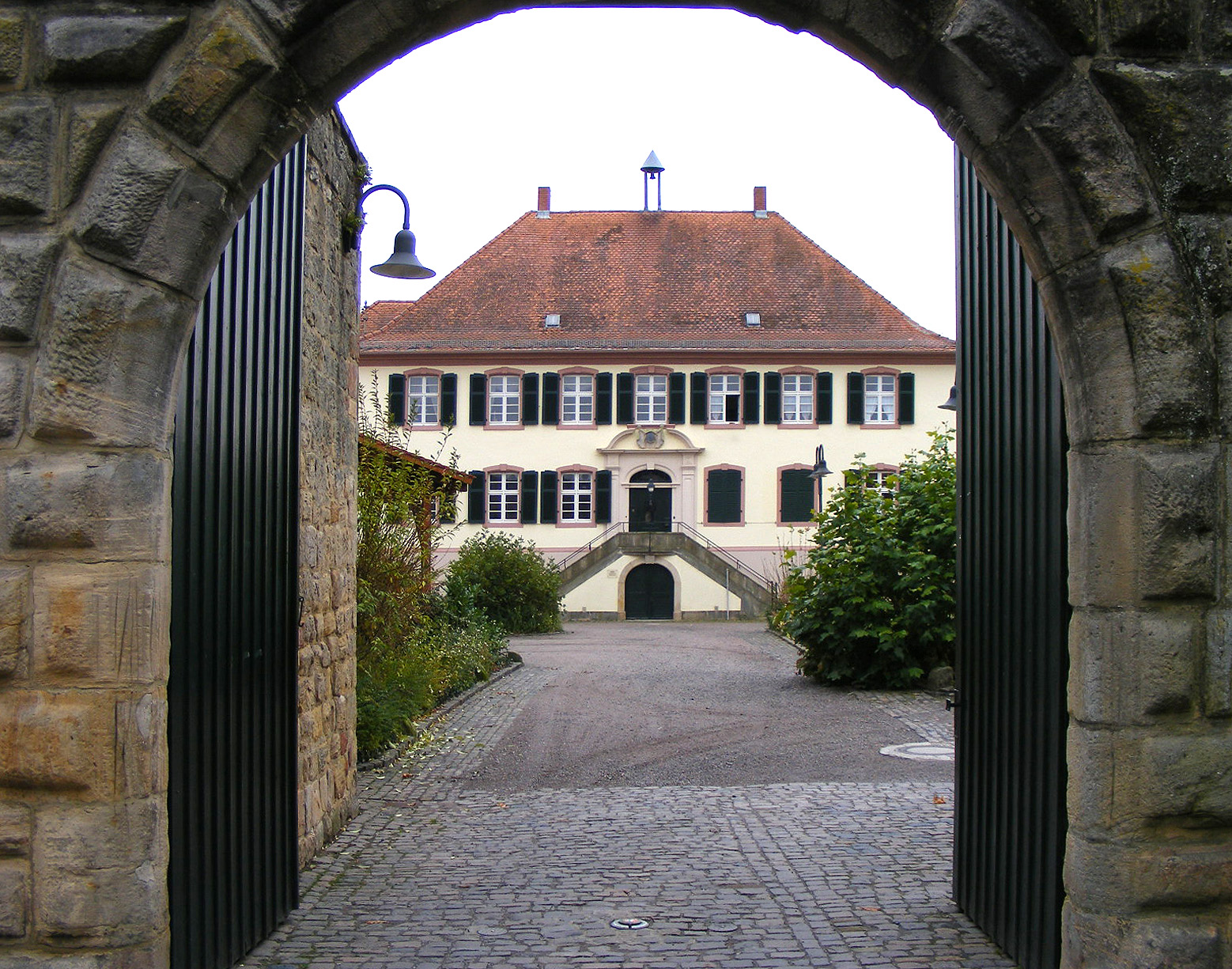
Kulturzentrum Herrenhof

Folgende Museen gibt es in der Stadt: das Stadtmuseum Villa Böhm, das Otto-Dill-Museum, das Pfälzische Bibelmuseum, das Weinbaumuseum Getreidekasten im Herrenhof, das Weinstraßenatelier Ludwig Fellner in Königsbach und das Eisenbahnmuseum. Das Kuckucksbähnel, eine Museumsbahn für Ausflügler, verkehrt von April bis Oktober an Sonn- und Feiertagen zwischen Neustadt und Elmstein.
Für Kulturveranstaltungen stehen folgende Örtlichkeiten zur Verfügung: der Saalbau als Theater- und Konzerthaus, der restaurierte Herrenhof Mußbach als Kulturzentrum, die Freilichtbühne im Park der Villa Böhm, die Kleinkunstbühne die reblaus im Theater Katakombe, das Theater in der Kurve in Neustadt-Hambach sowie der historische Steinhäuser Hof als Heimstatt des Jazzclub NW.
1985 schlug Horst Stowasser in einem Buch eine neue Form des „Projektanarchismus“ vor. Dieses sogenannte „Projekt A“ zielte auf die Verankerung libertärer Projekte im Alltagsleben einer Kleinstadt. In Neustadt wurde ab 1989 versucht, die Idee in die Praxis umzusetzen, etwa mit einem Wohn- und Lebensprojekt, in dem das „AnArchiv“ untergebracht werden sollte.

### Regelmäßige Veranstaltungen

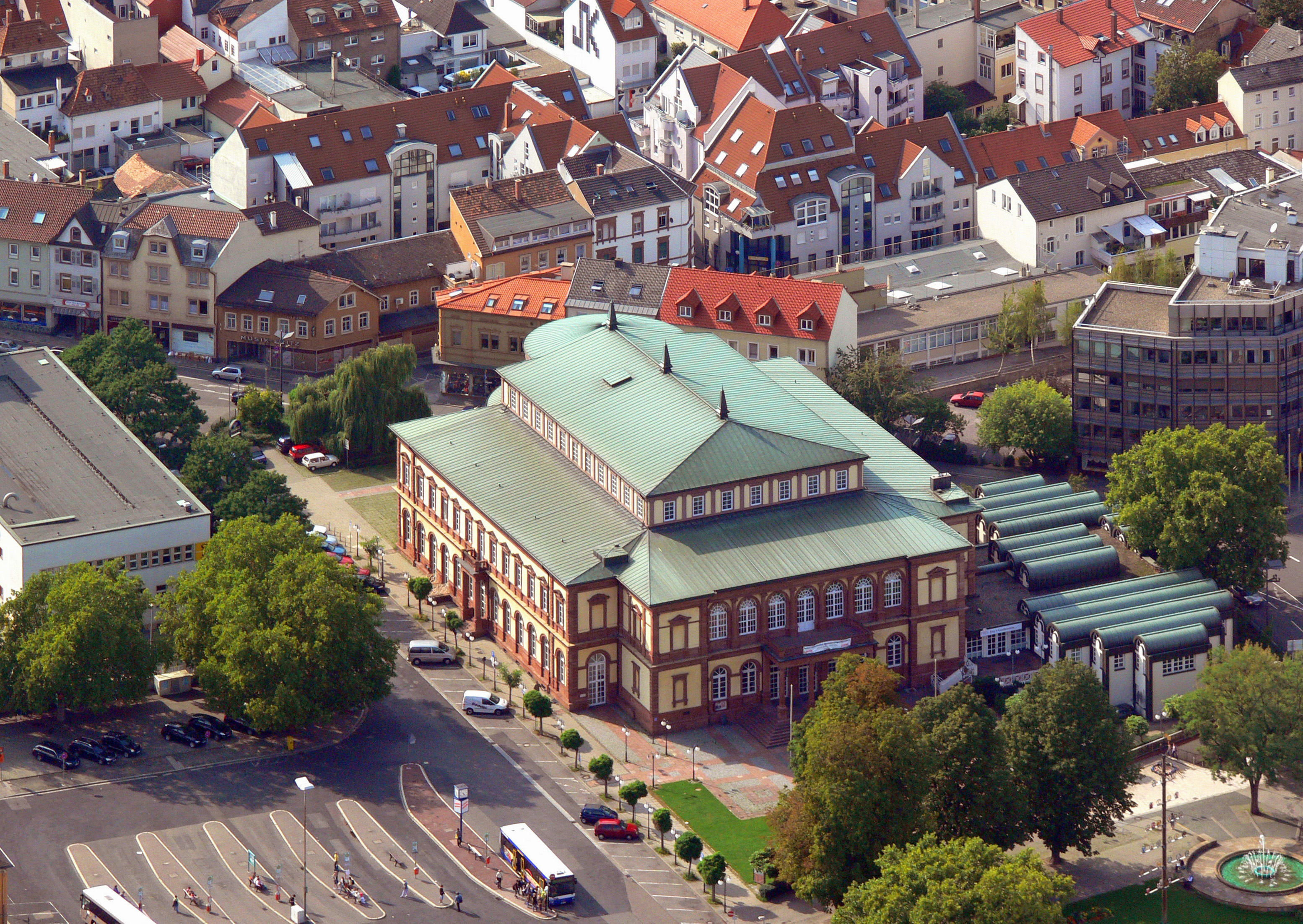
Die Stadthalle Saalbau, traditioneller Krönungsort der Deutschen und der Pfälzischen Weinkönigin

In Neustadt wird im Rahmen des Deutschen Weinlesefestes seit 1949 die Deutsche Weinkönigin gewählt und gekrönt. Höhepunkt des Festes, das traditionell Ende September/Anfang Oktober stattfindet, ist der größte Winzerfestzug Deutschlands. Seit einigen Jahren gibt es in der Stadt Ampelmännchen, welche die Weinkönigin symbolisieren.
Weitere Weinfeste finden regelmäßig meist an Wochenenden von der Mandelblüte im März/April bis in den Oktober statt. Besonders bekannt sind das Mandelblütenfest in Gimmeldingen, das Eselshautfest in Mußbach und das Andergasser Fest in Hambach.
Ende August findet der Erlebnistag Deutsche Weinstraße statt, bei dem die Deutsche Weinstraße auch in Neustadt für den motorisierten Verkehr gesperrt ist.

### Natur

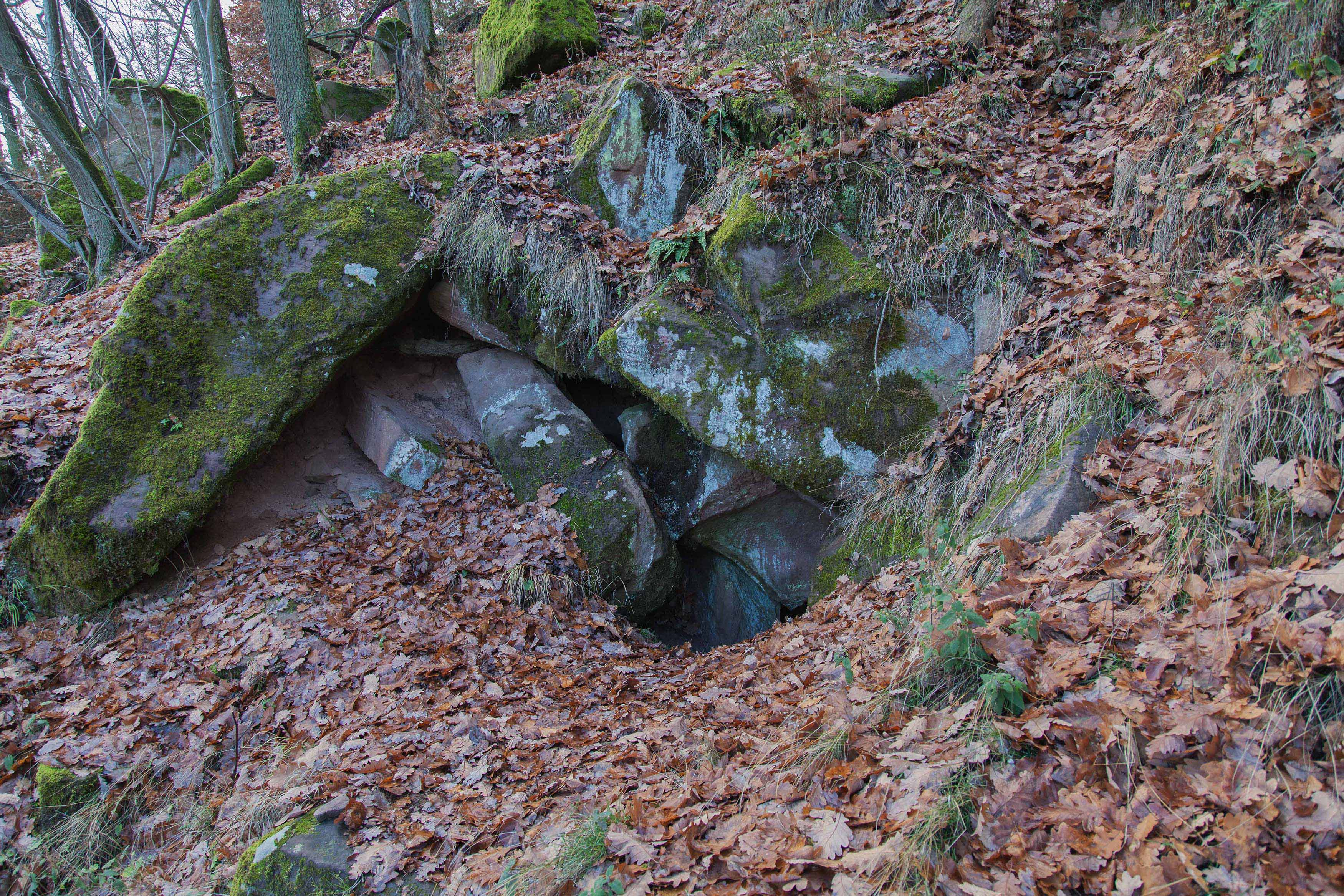
Naturdenkmal Heidenloch auf der Waldgemarkung von Neustadt

Auf der Gemarkung von Neustadt an der Weinstraße existieren zahlreiche Naturdenkmale; darunter zwei Felsformationen namens „Bergstein“; eine befindet sich auf dem Weinbiet und die andere auf der Hohen Loog.
Neustadt reicht von der Rheinebene in den Naturpark Pfälzerwald hinein, das größte zusammenhängende Waldgebiet in Deutschland und Bestandteil des Biosphärenreservates Pfälzerwald-Vosges du Nord. Auf dem Gebiet von Neustadt befinden sich insgesamt zwölf Naturschutzgebiete: Am Wolfsberg, Lochbusch-Königswiesen, Mußbacher Baggerweiher, Haardtrand–Am Häuselberg, Haardtrand–Berggewanne, Haardtrand–Am Wetterkreuz, Haardtrand–Im Erb, Haardtrand–Am Klausental, Haardtrand–Schloßberg, Haardtrand–Am Heidelberg, Haardtrand–Am Sonnenweg und Rehbachwiesen-Langwiesen.
Im Jahr 2027 ist Neustadt an der Weinstraße Ausrichter der Landesgartenschau.

### Vereine
Die Stadt ist Sitz der DRK Schwesternschaft Rheinpfalz-Saar, des Pfälzerwald-Vereins und der Vereinigten Lohnsteuerhilfe. Zudem existieren die Fußballvereine VfL Neustadt/Weinstraße und SV 1920 Geinsheim sowie der Wasserballverein SC Neustadt.

### Sonstiges
Neustadt war Pate des U-Boots U 26 der Bundesmarine. Seit 1978 ist die Stadt Pate eines Lufthansa-Airbus, seit 2000 eines ICE der Deutschen Bahn. Im März 2007 wurde die Patenschaft für einen Zug der S-Bahn RheinNeckar übernommen.

## Wirtschaft und Infrastruktur

### Wirtschaft
Weinbau und Tourismus zählen in Neustadt an der Weinstraße zu den wichtigsten Branchen. Des Weiteren hat die Hornbach Holding hier ihren Sitz.
Im Zukunftsatlas 2025 belegte die Stadt Platz 230 von 400 Landkreisen, Kommunalverbänden und kreisfreien Städten in Deutschland, sie zählt damit zu den Orten mit "ausgeglichenen Chancen und Risiken".

### Verkehr
Straßenverkehr
Neustadt hat zwei Anschlussstellen an die A 65. Freie Strecken vorausgesetzt, erreicht man in etwa 30 Minuten Ludwigshafen am Rhein und Mannheim, Karlsruhe und Kaiserslautern in 40 und Stuttgart in 90 Minuten. Zum Frankfurter Flughafen benötigt man etwa 70 Minuten, den Flughafen Hahn erreicht man in 90 Minuten.
Im April 2008 wurde in der Stadt das Handy-Parken eingeführt. Von Juli 2006 an hatte sich Neustadt an einem Praxis-Test des Systems beteiligt, an dem alle Bürger teilnehmen konnten.
Schienenverkehr

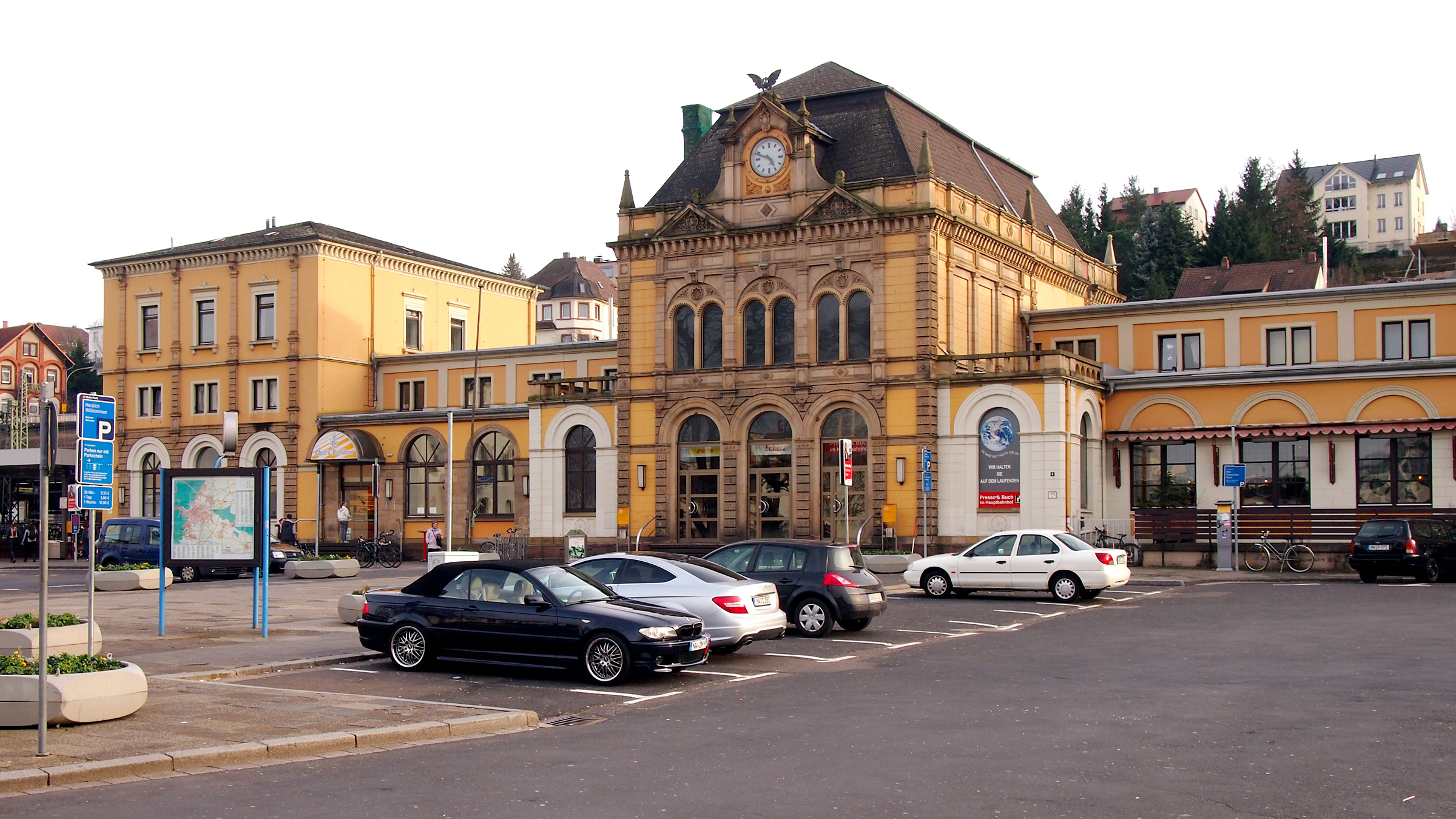
Das Empfangsgebäude des Hauptbahnhofs

Der Neustadter Hauptbahnhof ist der größte Schienenverkehrsknotenpunkt im Süden von Rheinland-Pfalz. Er liegt etwa auf halbem Weg zwischen Mannheim und Kaiserslautern an der von 1847 bis 1849 als Pfälzische Ludwigsbahn errichteten Bahnstrecke Mannheim–Saarbrücken, die Strecken Richtung Bad Dürkheim–Grünstadt und Landau (–Wissembourg)–Karlsruhe zweigen hier ab. Derzeit (Stand 2024) halten am Neustadter Hauptbahnhof viermal täglich ICE-Züge zwischen München und Saarbrücken, diese Züge binden Neustadt auch an Mannheim und Stuttgart an. Früher hielten zusätzlich die drei EuroCity-Verbindungen von Frankfurt nach Paris in Neustadt; seit Eröffnung der Schnellfahrstrecke Paris–Ostfrankreich (–Süddeutschland) am 10. Juni 2007 machen dies die seither verkehrenden ICE 3 nicht mehr. Im Jahr 2003 wurde Neustadt an die S-Bahn Rhein-Neckar in Form der Linien S1 und S2 angeschlossen. 2024 verbinden diese Linien sowie die S3 Neustadt unter anderem mit Kaiserslautern, Ludwigshafen und Karlsruhe.
Im historischen Lokschuppen des Bahnhofs, in dem das um 1960 aufgelöste Bahnbetriebswerk Neustadt untergebracht war, befindet sich das Eisenbahnmuseum. Von 1912 bis 1955 war Neustadt Ausgangspunkt der Pfälzer Oberlandbahn, die über Edenkoben bis nach Landau in der Pfalz führte und von 1908 bis 1956 Endpunkt einer in Speyer beginnenden Schmalspurbahn, die am Lokalbahnhof östlich des Hauptbahnhofs endete.

### Tourismus

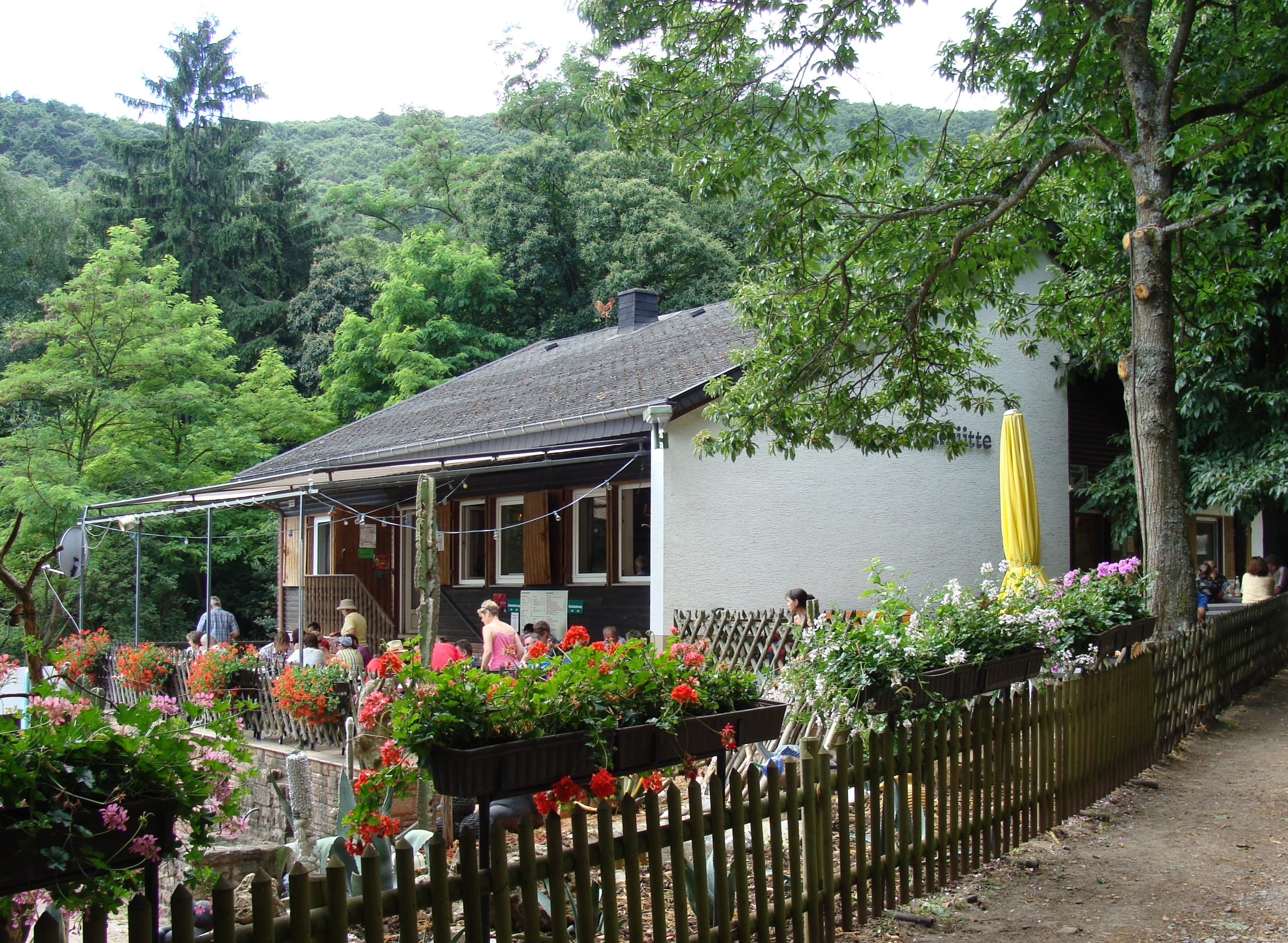
Klausentalhütte

Durch Neustadt verlaufen der Kraut-und-Rüben-Radweg und der Radweg Deutsche Weinstraße, die beide von Bockenheim nach Schweigen-Rechtenbach führen und der von Lambrecht nach Speyer führende Palatia-Radweg.
Über das Gebiet von Neustadt führen mehrere Wanderwege, darunter der Prädikatswanderweg Pfälzer Weinsteig und durch den äußersten Westen der Gemarkung der mit einem gelben Balken gekennzeichnete Fernwanderweg Saar-Rhein-Main.
Hinzu kommen ein Wanderweg, der mit einem grün-gelben Kreuz markiert ist und der von Bexbach nach Ludwigshafen am Rhein führt, und eine mit einem weiß-grünen Balken markierte Route, die von der Oberen Eselsmühle in Enkenbach-Alsenborn bis nach Maikammer verläuft. Ein weiterer ist mit einem weiß-roten Balken gekennzeichnet und stellt die Verbindung mit Kaiserslautern und Speyer her. Ein solcher, der mit einem grün-gelben Kreuz markiert ist, führt von Bexbach bis nach Ludwigshafen am Rhein. Zwei Routen, die mit einem roten Balken markiert sind, führen durch das Stadtgebiet; eine verläuft durch die Stadtmitte von Neuleiningen nach Siebeldingen und eine zweite durch die Waldgemarkung vom Lambertskreuz bis nach Breitenstein. Der Wanderweg, der mit einem blau-roten Balken versehen ist, verläuft von Kirchheimbolanden bis nach Pirmasens und einer, der mit einem weiß-blauen Balken markiert ist, von Battenberg bis nach Wörth am Rhein führt. Der Stadtteil Gimmeldingen ist östlicher Endpunkt eines Weges, der rot-weißen Balken gekennzeichnet ist und der am Forsthaus Rotsteig beginnt.
Zudem befinden sich mit dem Hellerplatzhaus, dem Hohe-Loog-Haus, der Klausentalhütte und der PWV-Hütte Lachen-Speyerdorf im Stadtgebiet mehrere Hütten des Pfälzerwald-Vereins. Zudem existiert vor Ort eine Sektion des Deutschen Alpenvereins, die innerhalb der Stadt das Vereinsheim Neustadter Hütte und in Landau die Kletterhalle Fitz Rocks betreibt.

### Öffentliche Einrichtungen
Die Stadt ist Sitz der Struktur- und Genehmigungsdirektion Süd. Sie wurde im Jahre 2000 gegründet und löste die Bezirksregierung Rheinhessen-Pfalz ab. Im Gegensatz zu dieser besitzt die SGD Süd als mittlere Verwaltungsbehörde nicht mehr regionale, sondern funktionelle Zuständigkeiten, die sich teilweise auf das gesamte Bundesland erstrecken.
In Neustadt an der Weinstraße hat außerdem das Finanzgericht Rheinland-Pfalz seinen Sitz. Im Gerichtskomplex befinden sich auch das Verwaltungs- und das Amtsgericht. Daneben sind weitere Behörden ansässig. Darunter befindet sich die Generalzolldirektion – Direktion IV – Verbrauchsteuer- und Verkehrsteuerrecht sowie Prüfungsdienst, die als bundesweit zuständige Fachdirektion im Rahmen der Umstrukturierung der Bundeszollverwaltung zum 1. Januar 2016 aus der vorherigen Bundesfinanzdirektion Südwest mit regionaler Zuständigkeit hervorgegangen ist. Von der Innenstadt an den Ostrand des Ortsteils Mußbach zog 1974 das Dienstleistungszentrum ländlicher Raum Rheinpfalz (DLR), das bis 2004 unter den Namen „Staatliche Lehr- und Forschungsanstalt für Landwirtschaft, Wein- und Gartenbau“ und dann „Agrarinformation Rheinland-Pfalz“ bekannt war.

### Gastronomie
Das 2023 gegründete Restaurant irori in Diedesfeld trägt einen Michelin-Stern (Stand: 2024). Bis zu seiner Schließung 2023 war der Gasthof Urgestein mit einem Stern ausgezeichnet.

### Bildung
In Neustadt gibt es folgende Grundschulen: Eichendorff-Schule, Ostschule, Heinz-Sielmann-Schule, Hans-Geiger-Schule und die Grundschule im Schöntal liegen in der Kernstadt, in den Ortsteilen die Dr.-Albert-Finck-Schule in Hambach, die Brüder-Grimm-Schule in Diedesfeld, die Michael-Ende-Schule in Haardt, die Schule am Storchennest in Geinsheim, die August-Becker-Schule in Lachen-Speyerdorf sowie je eine Grundschule in Mußbach und in Gimmeldingen. Die Schubert-Schule ist eine Förderschule mit dem Förderschwerpunkt Lernen.

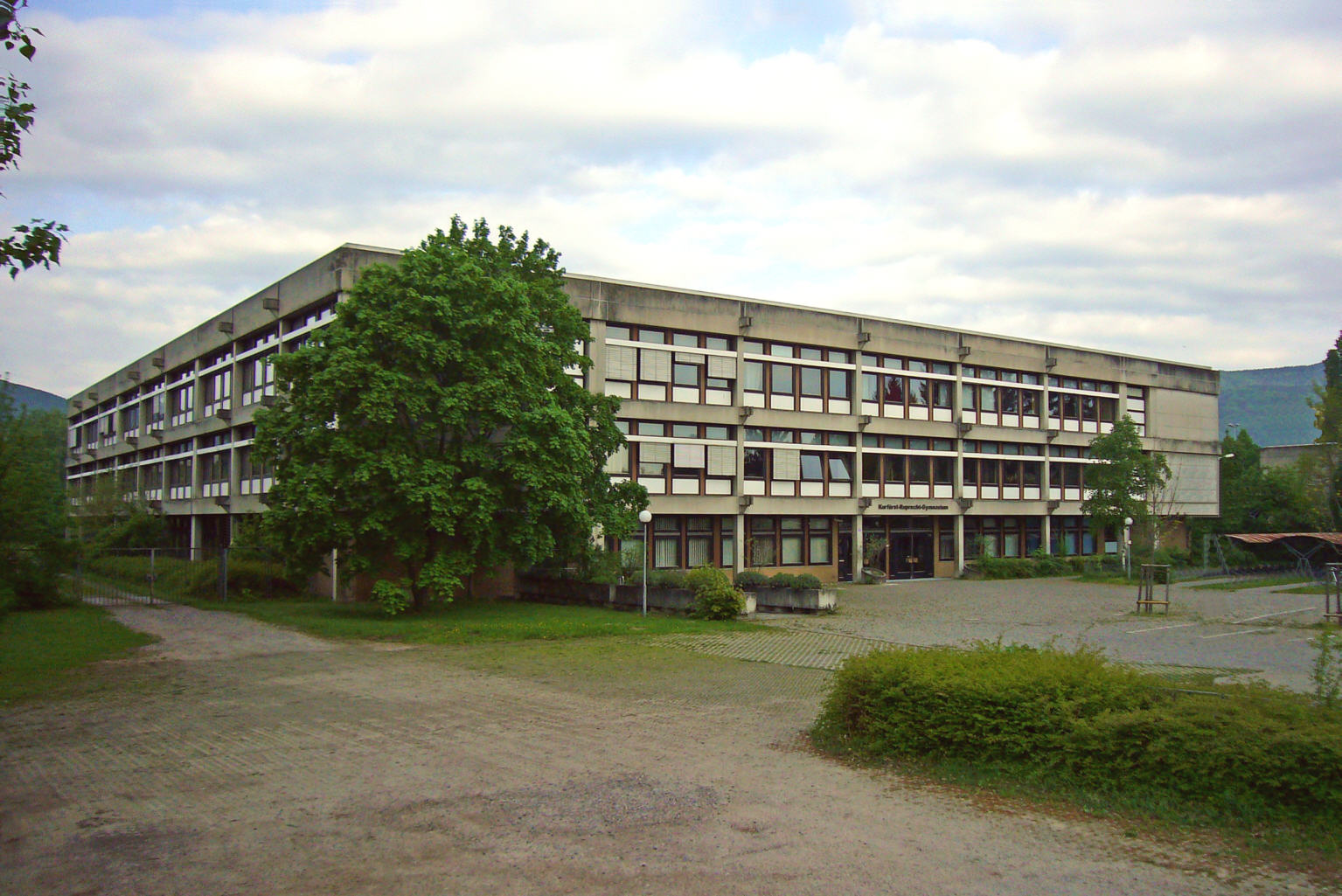
Kurfürst-Ruprecht-Gymnasium

Die Stadt verfügt zudem über die folgenden weiterführenden Schulen: Die Orientierungsstufe der Realschule plus im Schulzentrum Böbig umfasst als Sonderfall in Rheinland-Pfalz die Schuljahre 5 bis 7. Die Orientierungsstufe der Realschule plus Maikammer-Hambach als integrative Ganztagsschule in Angebotsform ist im Ortsteil Hambach zu Hause. Das Käthe-Kollwitz-Gymnasium, das Kurfürst-Ruprecht-Gymnasium, das Leibniz-Gymnasium, die Realschule plus Georg-von-Neumayer und das Berufliche Gymnasium der Berufsbildenden Schule Neustadt sind in der Kernstadt verteilt.
Hinzu kommen die Freie Goetheschule als Waldorfschule und die Internationale Schule Neustadt, welche die einzige derartige Schule in Rheinland-Pfalz ist. Der Bereich der Erwachsenenbildung wird durch die Volkshochschule abgedeckt.
Der Weincampus Neustadt ist eine gemeinsame Einrichtung der Hochschulen Ludwigshafen, Bingen und Kaiserslautern zum Studium der Önologie. Das Bildungzentrum für Berufe im Gesundheitswesen am Krankenhaus Hetzelstift ermöglicht die Aus- und Weiterbildung in Heilberufen.

### Medien
Lokale Printmedien sind die Tageszeitung Die Rheinpfalz sowie die wöchentlich erscheinenden Neustadter Nachrichten und der Stadtanzeiger.
Im Kabelnetz ist der Bürgerfernsehsender Offener Kanal Weinstraße zu empfangen, der aus einem Studio in Neustadt sendet.
Am 31. Mai 2008 nahm der Radiosender Antenne Pfalz den Sendebetrieb in Neustadt auf.

## Persönlichkeiten
Zu Ehrenbürgern der Stadt wurden unter anderem Bauunternehmer Conrad Freytag, Theologe und Heimatforscher Alban Haas, Textilfabrikant Friedrich Helfferich, Bankier und Mäzen Friedrich Hetzel sowie Polarforscher Georg von Neumayer ernannt.
Bekannte Persönlichkeiten aus Neustadt sind unter anderem Kurfürst Friedrich II. von der Pfalz, Kardinal Johannes von Geissel, Politiker und Bankier Karl Helfferich, Dichterin Lina Staab, Fußballspieler Mario Basler, Komiker Bernhard Hoëcker, die Ministerpräsidentin von Rheinland-Pfalz, Malu Dreyer sowie der Physiker Hans Geiger als Erfinder des Geigerzählers.